# Liste Ingolstädter Straßennamen
Die Liste Ingolstädter Straßennamen führt Bedeutungen und Umstände der Namensgebung der Straßen in Ingolstadt auf. Aktuell gültige Straßenbezeichnungen sind in Fettschrift angegeben, nach Umbenennung oder Überbauung nicht mehr gültige Bezeichnungen in Kursivschrift.

## A
Adam-Lechner-Straße, Süd, Zuchering Nord
Adam Lechner, von 1794 bis 1837 Pfarrer in Zuchering.
Adam-Smith-Straße, Mitte, Gerolfinger Straße/Friedrichshofen-Hollerstauden, Hollerstauden
Adam Smith (1723–1790), schottischer Philosoph und Begründer der klassischen Nationalökonomie, der in der Ingolstädter Partnerstadt Kirkcaldy geboren wurde.
Adlerstraße, Südwest, Alt-Haunwöhr
Johannes Adler (1535–1580), deutscher Jesuit, der an der Universität Ingolstadt studierte.
Adlmannsberger Weg, Etting, Etting Ost
Adlmannsberg, Ortsteil der benachbarten Gemeinde Wettstetten im Landkreis Eichstätt.
Adlzreiterstraße, Südwest, Neu-Haunwöhr
Johann Adlzreiter von Tettenweis (1596–1662), bayerischer Jurist und Politiker, der in Ingolstadt studierte.
Adolf-Kolping-Straße, Mitte, Altstadt Nordost
Adolph Kolping (1813–1865), deutscher Theologe und Priester, Gründer des Kolpingwerkes. Die historische Bezeichnung Sommergasse geht auf den so genannten „Sommerbauernhof“ zurück, der heute nicht mehr existiert.
Adolf-Landes-Straße, Süd, Unterbrunnenreuth
Adolf Landes (1912–1987), Inhaber der Heiß Sauerkrautfabrik, Bürgermeister der Gemeinde Brunnenreuth.
Agnes-Bernauer-Straße, Südwest, Hundszell
Agnes Bernauer (um 1410–1435), Geliebte des bayerischen Herzogs Albrecht III.
Agricolastraße, Nordwest, Auto-Union-Bezirk
Georgius Agricola (1494–1555), deutscher Wissenschaftler und Begründer der Mineralogie.
Ahornweg, Friedrichshofen-Hollerstauden, Friedrichshofen
Ahorne, Gattung von Laubbäumen aus der Familie der Seifenbaumgewächse.
Aichingerstraße, Nordwest, Nordbahnhof
Gregor Aichinger (1564–1628), deutscher Komponist.
Akazienstraße, West, Gerolfing Nord
Akazien, Gattung von Laubbäumen aus der Familie der Hülsenfrüchtler.
Akeleistraße, Mailing, Feldkirchen/Mailing-Fort Wrede
Akeleien, Pflanzengattung aus der Familie der Hahnenfußgewächse.
Alban-Berg-Straße, Nordwest, Richard-Strauss-Straße
Alban Berg (1885–1935), österreichischer Komponist.
Albert-Schweitzer-Straße, Mitte, Probierlweg
Albert Schweitzer (1875–1965), evangelischer Theologe, Philosoph und Arzt, der als „Urwalddoktor“ bekannt wurde.
Albertus-Magnus-Straße, Friedrichshofen-Hollerstauden, Hollerstauden
Heiliger Albertus Magnus (um 1200–1280), Wegbereiter des mittelalterlichen Aristotelismus.
Albrecht-Dürer-Straße, Südost, Ringsee
Albrecht Dürer (1471–1528), bedeutender deutscher Maler, Grafiker und Mathematiker.
Aldringenstraße, Südwest, Bahnhofsviertel
Johann von Aldringen (1588–1634), Feldherr der Katholischen Liga während des Dreißigjährigen Krieges.
Alemannenstraße, Südwest, Neu-Haunwöhr
Alamannen, ein germanischer Volksstamm, der nach der Völkerwanderung große Teile Süd- und Südwestdeutschlands, des Elsass, der Schweiz und Vorarlbergs besiedelte.
Alfred-Brehm-Straße, Südost, Gewerbegebiet Südost
Alfred Brehm (1829–1884), deutscher Zoologe und Schriftsteller. Sein Name wurde durch den Buchtitel „Brehms Tierleben“ zu einem Synonym für populärwissenschaftliche zoologische Literatur.
Alfred-Kubin-Straße, Südost, Kothau
Alfred Kubin (1877–1959), österreichischer Schriftsteller und Grafiker.
Alleeweg, Oberhaunstadt, Oberhaunstadt
Die Straße verbindet die Beilngrieser Straße mit der Brauereiallee.
Allensteiner Straße, Südost, Monikaviertel
Allenstein, Stadt im ehemaligen Ostpreußen (heute zu Polen).
Almweg, Süd, Zuchering Nord
Bezieht sich auf die Allmende (Gemeindewiese) hinter der Kirche
Aloisiweg, Mitte
In früheren Zeiten stand dort eine Figur des Heiligen Aloisius von Gonzaga. Es gibt auch einen Flurnamen „Zum Heiligen Aloisi“; der benachbarte Samhof gehörte früher den Jesuiten, die Aloisius, einen ihrer Ordensbrüder, besonders verehrten.
Alpenrosenstraße, Mailing, Mailing Süd
Alpenrose oder Rhododendron, Strauchart aus der Familie der Heidekrautgewächse.
Altdorferstraße, Südost, Kothau
Albrecht Altdorfer (um 1480–1538), deutscher Maler und Kupferstecher.
Alte Mühle, Süd, Zuchering Nord
Der Name erinnert an eine ehemalige Mühle an der Sandrach bei Zuchering.
Altenhofstraße, Friedrichshofen-Hollerstauden, Friedrichshofen
Altenhof, abgegangener Weiler auf dem Ortsgebiet des heutigen Friedrichshofen.
Altstraße, West, Irgertsheim
Altstraße von Irgertsheim nach Mühlhausen.
Altvaterstraße, Oberhaunstadt, Unterhaunstadt
Der Altvater ist mit 1491 Metern der höchste Berg des Altvatergebirges im östlichen Sudetenland und gleichzeitig die höchste Erhebung von Mähren.
Altwasserweg, Südost, Am Auwaldsee
Der Name bezieht sich auf den Auwaldsee, der ein Altwasser der Donau ist.
Am Adlmannsberg, Etting, Etting Ost
Verbindungsstraße nach Adlmannsberg, einem Ortsteil der Gemeinde Wettstetten.
Am Anger, Südost, Kothau
Namensgebend war der ehemalige Dorfanger von Kothau.
Am Augraben, Oberhaunstadt
Augraben, Bach im Norden Ingolstadts.
Am Auwaldsee, Südost, Am Auwaldsee
Auwaldsee, zweitgrößter See auf dem Ingolstädter Stadtgebiet.
Am Bachl, Mitte, Altstadt Südwest
Die Straße verdankt ihren Namen dem Kanal, der zwischen dem so genannten „Brunnhausturm“ und der Schutter verlief. Das nördliche Teilstück ist 1762 auch als Schaiderbauerngasse nach dem gleichnamigen Anwesen (Haus Nr. 23) bezeugt.
Am Badanger, Mailing, Mailing Nord
Am Berg, Etting, Etting West
Am Burggraben, West, Gerolfing
Gemeint ist der Graben der 1349 erstmals erwähnten und im Schmalkaldischen Krieg zerstörten Burg.
Am Dachsberg, Friedrichshofen-Hollerstauden, Friedrichshofen
Dachsberg, historischer Flurname, der einen Hügel bezeichnet, an dem Dachse hausen.
Am Damm, Südwest, Unsernherrn
Die Straße folgt dem ehemaligen Damm der Paartalbahn, die heute östlich von Unsernherrn verläuft.
Am Eichelanger, Südost, Rothenturm
Eichelanger, historischer Flurname, der eine von jungen Eichen („Eichel“) gesäumte Gemeindewiese (Anger) bezeichnet.
Am Euler, Süd, Oberbrunnenreuth
Historischer Flurname, der auf „awalo“ (Auenwald) zurückgeführt werden kann
Am Feldsteig, Friedrichshofen-Hollerstauden, Friedrichshofen
Am Forsterweiher, Mitte, Probierlweg
Forsterweiher, ein kleiner Weiher nordwestlich des Baggersees, den der Weg im Norden und Nordwesten umzieht.
Am Fort, Etting, Etting West
Namensgebend war das ehemalige „Fort IIIa“ der Landesfestung Ingolstadt, heute auf Wettstettener Gemeindegebiet, das seit seiner Sprengung 1945 nur noch im Geländeprofil erkennbar ist.
Am Franziskanerwasser, Südost, Am Auwaldsee
Nach dem Franziskanerwasser, einem Altarm der Donau.
Am Funkturm, Süd, Zuchering Süd
Der Name bezieht sich auf den Funkturm in Zuchering.
Am Gangsteig, Südwest, Bahnhofsviertel
Am Gerstnerweiher, Mitte, Probierlweg
Am Gländ, Süd, Winden
Am Güßgraben, Etting, Etting Ost
Am Gwendt, West, Gerolfing Nord
Am Hartweg, Mailing, Mailing Süd
Am Hasenbergl, Süd, Zuchering Süd
Der Hasenberg ist ein kleiner Hügel südlich von Zuchering.
Am Heidgraben, Friedrichshofen-Hollerstauden, Friedrichshofen
Am Himmelreich, Mailing, Mailing Nord
Am Hirtenfeld, West, Gerolfing Süd
Am Hochfeldweg, Süd, Zuchering Süd
Am Hopfenwehrl, Mitte, Probierlweg
Der Flurname bezeichnet kleine, inselartige Bereiche („Wehrl“, Diminutiv zu „Wörth“) im Schwemmland der Donau, die von Wildem Hopfen bewachsen sind.
Am Katharinengarten, Nordost, Josephsviertel
Am Kirchberg, West, Irgertsheim
Am Kirchenweg, Oberhaunstadt
Am Konkordiaweiher, Südost, Augustinviertel
Am Krautgarten, Süd, Zuchering Nord
Am Kreuz, Südwest, Unsernherrn
Der Name leitet sich von einem Feldkreuz ab, das an der Straße steht.
Am Kühlhaus, Süd, Zuchering Süd
Am Lohgraben, Südwest, Bahnhofsviertel
Am Mailinger Bach, Mailing, Mailing Süd
Ein Bach, der Mailing im Norden und Osten umfließt.
Am Mailinger Moos, Mailing, Mailing Süd
Am Marterl, Mitte, Probierlweg
Am Moosgraben, Friedrichshofen-Hollerstauden, Hollerstauden
Am Mühlanger, Südost, Kothau
Am Mühlbach, Oberhaunstadt, Unterhaunstadt
Am Münzbergtor, Mitte, Altstadt Südwest
Münzbergtor, ein Nebentor der Ingolstädter Stadtmauer. Aus der zweiten Hälfte des 18. Jahrhunderts sind auch die Bezeichnungen Waschhausgraben und Laboratoriumsgasse überliefert.
Am Neubruch, Mailing, Mailing Süd
Neubruch, historischer Flurname, der ein frisch gerodetes und aufgepflügtes Feld bezeichnet.
Am Nordbahnhof, Nordwest, Nordbahnhof
Am Nordbuckl, Mitte, Probierlweg
Am Oberen Anger, Süd, Seehof
Am Ochsenanger, Südost, Kothau
Am Pfarrgraben, West, Gerolfing Nord
Am Pflanzbeet, West, Gerolfing Nord
Am Pulverl, Südwest
Der Name erinnert an die Pulvermagazine der Landesfestung Ingolstadt, die sich hier seit dem 19. Jahrhundert befanden.
Am Roding, Mailing, Feldkirchen
Am Rondell, Mailing, Feldkirchen
Am Röthenfeld, Süd, Zuchering Süd
Am Schächer, Südwest, Neu-Haunwöhr
Der Begriff „Schachen“ bezeichnet ein kleines Waldstück oder den Randbereich eines Waldes.
Am Scherbelberg, Mitte, Altstadt Südwest
Schuttberg aus der Zeit der Napoleonischen Kriege.
Am Schiffl, Etting, Etting Ost
Am Seitweg, Mailing, Mailing Süd
Am Speiselsaum, Südost, Rothenturm
Gemeint ist ein Geländestreifen (Saum) am Waldrand, auf dem junge Bäume wachsen.
Am Sportcenter, Süd, Zuchering Nord
benannt nach dem Sportplatz in Zuchering, der an dieser Straße liegt.
Am Stadtweg, Südost, Rothenturm
Am Stein, Mitte, Altstadt
Einer Legende nach verdankt die Straße ihren Namen dem roten Stein, der an der Straßenecke Theresienstraße/Am Stein im Boden eingelassen ist und vom Teufel dorthin geworfen worden sein soll, als er versuchte, damit das Ingolstädter Münster zu zerstören. Die Forschung geht davon aus, dass sich der Name auf das älteste Steinhaus der Stadt, einen romanischen Turm bezieht, dessen Mauerreste noch im Anwesen Ludwigstraße 1 erhalten sind. Die Bezeichnung „Schliffelmarkt“ für den Kreuzungsbereich mit der heutigen Ost-West-Achse Ludwigsstraße/Theresienstraße ist erstmals 1666 bezeugt.
Am Sunder, Süd, Unterbrunnenreuth/Seehof
„Sunder“ ist ein häufiger Flurname in Oberbayern, der sich als „südlicher Ort“ oder „sonniger Ort“ interpretieren lässt.
Am Waag, West, Gerolfing Nord
Der zugrundeliegende Flurname leitet sich von mittelhochdeutsch „wâc“ oder „wâge“ (Woge) ab und bezeichnet ein tiefes stehendes Gewässer.
Am Wasserwerk, Nordost, Am Wasserwerk
An der Straße wurde 1892 das erste städtische Wasserwerk eröffnet.
Am Wegfeld, Süd, Seehof
Am Weiher, Südwest, Unsernherrn
Die Straße verdankt ihre Bezeichnung einem geplanten Fischweiher, der jedoch nie ausgehoben wurde.
Am Weinberg, Oberhaunstadt
Der historische Flurname erinnert daran, dass hier (wie an vielen anderen Orten in der Gegend) früher Wein angebaut wurde.
Am Westbuckl, Mitte, Probierlweg
Am Westerberg, Etting, Etting West
Am Westpark, Friedrichshofen-Hollerstauden, Hollerstauden
Einkaufszentrum Westpark in Ingolstadt.
Am Wetterkreuz, Mailing, Feldkirchen
Am Wiesenrain, Süd, Zuchering Süd
Am Zwischenwerk, Süd, Zuchering Süd
An dieser Stelle befand sich früher das „Zwischenwerk Zuchering“ der Landesfestung Ingolstadt, das zwischen den „Forts XI“ und „X“ errichtet worden war.
Amselweg, Südwest, Unsernherrn
Amsel, Vogelart in der Gattung der Echten Drosseln.
Amundsenstraße, Etting, Etting West
Roald Amundsen (1872–1928), norwegischer Polarforscher.
An der Breite, West, Dünzlau
Historischer Flurname, der ein besonders breites Ackerstück bezeichnet.
An der Feldschütt, Mitte, Probierlweg
An der Kühtränke, Friedrichshofen-Hollerstauden, Friedrichshofen
An der Lagerschanze, Südwest, Am Südfriedhof
An der Nürnberger Straße, Nordost, Josephsviertel
Anatomiestraße, Mitte, Altstadt Südwest
In der Straße befindet sich die so genannte Alte Anatomie der Universität Ingolstadt. Auf den Taschenturm der Stadtmauer, der an der Straße liegt, verweisen die älteren Bezeichnungen Beim Taschen- oder Fahlenbacherturm, Beim Taschentorgraben und Am Graben bei der Eisenfrohnveste. Die Namen Scharfrichtergasse und Unweit dem Scharfrichter erinnern an die ehemalige Dienstwohnung des städtischen Scharfrichters (heute Anwesen Nr. 22).
Andromedastraße, Mailing, Mailing Süd
Andromeda, ein Sternbild des nördlichen Sternenhimmels.
Anemonenstraße
Anemone oder Windröschen, eine Pflanzengattung in der Familie der Hahnenfußgewächse.
Angerläckerweg, Südwest, Unsernherrn
Bezieht sich auf den in der Nähe gelegenen „Engelacker“, also den Friedhof. Früher nahmen Leichenzüge aus Brunnenreuth diesen Weg.
Anne-Frank-Straße, Süd, Unterbrunnenreuth
Anne Frank (1929–1945), jüdische Schülerin aus Frankfurt, die durch ihr Tagebuch über das Exil in den besetzten Niederlanden berühmt wurde.
Annette-Kolb-Straße, Nordost, Am Wasserwerk
Annette Kolb (1870–1967), deutsche Schriftstellerin und Pazifistin.
Antoniusschwaige, Mitte, Probierlweg
Der 1904/1905 erbaute Schwaighof trägt den Namen des Heiligen Antonius von Padua, dem auch die Hofkapelle geweiht ist.
Anwanderstraße, West, Irgertsheim
Anzengruberstraße, Nordost, Schubert & Salzer-Bezirk
Ludwig Anzengruber (1839–1889), österreichischer Dramatiker und Erzähler.
Apianstraße, Südwest, Antonviertel
Peter (1495–1552) und Philipp Apian (1531–1589), beide Professoren an der Universität Ingolstadt.
Arbostraße, Oberhaunstadt
Arbo oder Aerbo, frühester Vertreter des Oberhaunstädter Ortsadels (1087 bezeugt).
Archusgasse, Etting, Etting Ost
Heiliger Archus, christlicher Wandermissionar und (neben seinen Söhnen Quartanus und Herenäus) einer der „Heiligen Drei Elenden“, deren Reliquien in der Ettinger Pfarrkirche St. Michael aufbewahrt werden.
Argulastraße, Süd, Spitalhof
Argula von Grumbach (um 1492–1568), evangelisch-lutherische Reformatorin.
Arndtstraße, Nordost, Josephsviertel
Ernst Moritz Arndt (1769–1860), deutscher Dichter, Revolutionär und Abgeordneter der Frankfurter Nationalversammlung.
Arnikastraße, Mailing, Mailing Süd
Arnika, Pflanzenart in der Familie der Korbblütler.
Arnimstraße, Nordost, Am Wasserwerk
Bettina von Arnim (1785–1859), deutsche Schriftstellerin und eine bedeutende Vertreterin der deutschen Romantik.
Arnold-Weber-Straße, Südost, Niederfeld
Arnold E. Weber (1897–1955), deutscher Wirtschaftswissenschaftler.
Arnsberger Straße, Etting, Etting Ost
Arnsberg, ein Ortsteil des Marktes Kipfenberg.
Asamstraße, Südost, Kothau
Cosmas Damian und Egid Quirin Asam, deutsche Bildhauer und Baumeister, die am Bau der Ingolstädter Kirche St. Maria de Victoria maßgeblich beteiligt waren.
Asternstraße, Mailing, Mailing Süd
Astern, Pflanzengattung aus der Familie der Korbblütler.
Attenkoferstraße, Nordost, Konradviertel
Alois Attenkofer, Ingolstädter Buchdrucker und Magistratsrat (1818–1827).
Aubürgerstraße, Südwest, Unsernherrn
Mit „Aubürger“ ist die Einwohnerschaft der so genannten „Audörfer“ am südlichen Donau-Ufer gemeint, zu denen auch Unsernherrn gehört.
Audi-Ring, Friedrichshofen-Hollerstauden, Hollerstauden
Namensgeber war die in Ingolstadt ansässige Audi AG.
Auenstraße, Südwest, Antonviertel/Alt-Haunwöhr
Der Name erinnert an die einstigen Donau-Auen in diesem Gebiet, die südlich der Straße noch in Resten erhalten sind.
Auf der Heide, West, Gerolfing Süd
Auf der Schanz, Mitte, Altstadt Nordost
Schanz, volkstümlicher Kosename Ingolstadts, der sich von dem alten Begriff Schanze für einen befestigten Erdwall ableitet. Er erinnert an die einstige Bedeutung der Stadt als bayerische Landesfestung. Die heutige Straße folgt dem Verlauf des nordwestlichen Mauerabschnitts der Renaissancefestung.
Aufeldstraße, Süd, Hagau
August-Horch-Straße, Nordwest, Auto-Union-Bezirk
August Horch (1868–1951), deutscher Automobilpionier und Gründer der Automarken „Horch“ und „Audi“.
Augustinergasse, Mitte, Altstadt Südost
Die Gasse verlief zwischen dem ehemaligen Gouvernementsgebäude und dem Salzstadel am Gouvernemetsplatz (heute Rathausplatz) und der Mautstraße. An ihrer Südseite lag das Kloster ob der Schutter der Augustinereremiten, nachmals der Franziskaner (OFM). Nachdem das Kloster und die östliche Randbebauung des Rathausplatzes im Zweiten Weltkrieg zerstört worden waren, wurde die Westseite der Gasse bei der Errichtung des Neuen Rathauses überbaut. An Stelle der Gasse und des namensgebenden Klosters erstreckt sich heute der Viktualienmarkt.
Augustinerweg, Südost, Rothenturm
Aurikelstraße, Mailing, Mailing Süd
Aurikel, Pflanzenart aus der Gattung der Primeln.
Äußerer Buxheimer Weg, Mitte, Gerolfinger Straße
Teilstück der heute weitgehend überbauten alten Landstraße nach Buxheim im Landkreis Eichstätt. Die Beifügung dient zur Unterscheidung vom Buxheimer Weg, der nur wenige hundert Meter südöstlich verläuft.
Auto-Union-Straße, Nordwest, Auto-Union-Bezirk
Auto Union GmbH, bis 1969 Name der heutigen Audi AG.
Aventinstraße, Südwest, Antonviertel
Johannes Aventinus (1477–1534), deutscher Chronist, Professor an der Universität Ingolstadt und Verfasser der „Bairischen Chronik“.
Ayrerstraße, Nordost, Konradviertel
Jakob Ayrer der Ältere (um 1544–1605), deutscher Dramatiker.

## B
Bachstraße, Nordwest, Gabelsbergerstraße
Johann Sebastian Bach (1685–1750), deutscher Komponist des Barock.
Baderstraße, Etting, Etting Ost
Badsteigweg, West, Pettenhofen
Baggerweg, Südwest, Alt-Haunwöhr
Der Name nimmt Bezug auf das Kieswerk, das sich an der Straße befindet.
Bahngasse, Oberhaunstadt, Oberhaunstadt
Die Bezeichnung erinnert an die zurückgebaute Bahnstrecke Ingolstadt–Riedenburg, auf deren Trasse der Weg verläuft.
Bahnhofstraße, Südwest, Bahnhofsviertel
Bajuwarenweg, Süd, Zuchering Süd
Bajuwaren, die ursprüngliche Namensform der Baiern, eines gegen Ende der Völkerwanderung entstandenen germanischen Stammes, der neben Altbaiern den Großteil Österreichs und Südtirols besiedelte.
Balbierstraße, Südwest, Bahnhofsviertel
Baldestraße, Nordost, Schlachthofviertel
Jacob Balde (1604–1668), deutscher Jesuit und Dichter, der an der Universität Ingolstadt studierte.
Ballhausgasse, Mitte, Altstadt Nordost
An der Gasse befand sich bis zu seiner Zerstörung 1945 das städtische Ballhaus.
Balthasar-Neumann-Straße, Friedrichshofen-Hollerstauden, Hollerstauden
Balthasar Neumann (1687–1753), Baumeister des Barock und Rokoko.
Bänderweg, West, Pettenhofen
Barbara-Uttmann-Straße, Süd, Zuchering Süd
Barbara Uttmann (1514–1575), deutsche Verlegerin und Begründerin des Klöppelhandwerks im Erzgebirge.
Barbarossastraße, Südwest, Neu-Haunwöhr
Friedrich I., genannt Barbarossa (um 1122–1190), deutscher Kaiser des 12. Jahrhunderts aus dem Geschlecht der Staufer.
Barellistraße, Friedrichshofen-Hollerstauden, Hollerstauden
Agostino Barelli (1627-um 1687), italienischer Baumeister.
Bärenklaustraße, Südwest, Am Südfriedhof
Bärenklau, Pflanzengattung aus der Familie der Doldenblütler.
Barlachstraße, Südost, Ringsee
Ernst Barlach (1870–1938), deutscher Bildhauer, Schriftsteller und Zeichner.
Barthlgasserstraße, West, Gerolfing Nord
Bauersfeldstraße, Mailing, Mailing Süd
Walther Bauersfeld (1879–1959), deutscher Ingenieur und Physiker.
Bauhofstraße, Mitte, Altstadt Südwest
An dieser Straße befand sich einst der städtische Bauhof.
Bayernwerkstraße, Mailing, Mailing Süd
Die Straße führt zum Kraftwerk Ingolstadt, dessen Betreiber bis 1994 die Bayernwerk AG war.
Bayerstraße, Mailing, Mailing Süd
Johann Bayer (auch Johannes Bayer; 1572–1625), deutscher Astronom und Jurist
Bayerwaldstraße, Friedrichshofen-Hollerstauden, Friedrichshofen
Bayerischer Wald oder Bayerwald, Mittelgebirgslandschaft in Ostbayern.
Beckerstraße, Mitte, Altstadt Südost
Karl Peter Becker (auch Carl Peter Becker, ab 1833 Karl Peter Ritter von Becker; 1778–1848), bayerischer Generalleutnant und Baumeister.
Beethovenstraße, Nordwest, Gabelsbergerstraße
Ludwig van Beethoven (1770–1827), deutscher Komponist der Wiener Klassik.
Behaimstraße, Etting, Etting West
Martin Behaim (1459–1507), deutscher Kartograf, Astronom und Kosmograph.
Behringstraße, Mitte, Probierlweg
Emil Adolf von Behring (1854–1917), deutscher Bakteriologe und Serologe.
Bei den Wegäckern, West, Irgertsheim
Bei der Hollerstaude, Friedrichshofen-Hollerstauden, Hollerstauden
Bei der Schleifmühle, Mitte, Altstadt Südwest
Der Name leitet sich von der ehemaligen „Schleifmühle“ (benannt nach dem Handwerk der Schleifer) ab, die heute nicht mehr existiert.
Beilngrieser Straße, Nordost/Oberhaunstadt
Beilngries, Stadt im Landkreis Eichstätt.
Beim Orgelacker, Friedrichshofen-Hollerstauden, Friedrichshofen
Beim Pfaffenacker, Südwest, Am Südfriedhof
Pfaffenacker, historischer Flurname, der einen südlich der heutigen Straße gelegenen Acker bezeichnete. Das Bestimmungswort erklärt sich aus der Zugehörigkeit dieses Ackers zum Pfarrhof von Unsernherrn.
Beim Schmalzbuckel, Südwest, Unsernherrn, Schmalzbuckel
Der historische Flur- und Ortsname bezeichnet eine Anhöhe („Bühl“) mit besonders günstigen Weidegründen für das Milchvieh. Das Bestimmungswort geht wohl darauf zurück, dass die entsprechend gut genährten Rinder besonders viel Schlachtfett erbrachten, aus dem anschließend Schmalz gewonnen wurde.
Bergbräustraße, Mitte, Altstadt Nordwest
Ihren Namen verdankt die Straße der ehemaligen Brauerei „Bräu am Berg“, die sich in der Häuserzeile zwischen Bergbräu- und Kreuzstraße befand. Vor 1900 war die Straße demnach auch nur als Beim Bräu am Berg bekannt, zuvor bis Ende des 18. Jahrhunderts als Convictgasse (nach dem ehemaligen Jesuitenkloster, das sich an der Straße befindet).
Bergengruenstraße, Mailing, Mailing Süd
Werner Bergengruen (1892–1964), deutschbaltischer Schriftsteller.
Bergfeldweg, West, Dünzlau
Bergheimer Weg, West, Irgertsheim
Bergheim, Gemeinde im Landkreis Neuburg-Schrobenhausen und südwestlicher Nachbarort des Ingolstädter Stadtteils Irgertsheim.
Bergiusstraße, Oberhaunstadt, Müllerbadsiedlung
Friedrich Bergius (1884–1949), deutscher Chemiker.
Bergmüllerstraße, Südost, Kothau
Johann Georg Bergmüller (1688–1762), Freskomaler des Barock.
Bergstraße, West, Irgertsheim
Berliner Straße, Südwest, Neu-Haunwöhr
Bernd-Rosemeyer-Straße, Oberhaunstadt
Bernd Rosemeyer (1909–1938), deutscher Automobilrennfahrer.
Bert-Brecht-Straße, Mailing, Feldkirchen
Bertolt Brecht (1898–1956), deutscher Dramatiker und Lyriker.
Bertha-Kipfmüller-Straße, Süd, Spitalhof
Dr. Dr. Bertha Kipfmüller (1861–1948), deutsche Lehrerin und Frauenrechtlerin.
Beslerstraße, Oberhaunstadt, Unterhaunstadt
Basilius Besler (1561–1629), deutscher Apotheker, Botaniker, Verleger und Herausgeber des „Hortus Eystettensis“.
Besoldstraße, Mitte, Gerolfinger Straße
Christoph Besold (1577–1638), deutscher Jurist, Staatsgelehrter und Professor an der Universität Ingolstadt.
Besselstraße, Mailing, Mailing Süd
Friedrich Wilhelm Bessel (1784–1846), deutscher Astronom, Mathematiker und Geodät.
Beuthener Straße, Südost, Monikaviertel
Beuthen, Großstadt und Bergbauort in Schlesien.
Biberweg, Südwest, Unsernherrn
Biber, Familie aus der Gattung der Nagetiere. Der Straßenname erinnert an die ehemals große Biberpopulation am Ufer der Sandrach.
Bidermannstraße, West, Gerolfing Nord
Jakob Bidermann (1578–1639), deutscher Jesuit, Dichter und Dramatiker des Barock.
Billingerstraße, Mailing, Mailing Süd
Richard Billinger (1890–1965), österreichischer Schriftsteller.
Birkenweg, Friedrichshofen-Hollerstauden, Friedrichshofen
Bischof-Neumann-Straße, Süd, Zuchering Süd
Heiliger Johannes Nepomuk Neumann (1811–1860), Bischof von Philadelphia.
Bittlmairstraße, Südwest, Bahnhofsviertel
Blaufärberstraße, Südwest, Hundszell, Knoglersfreude
Blausternstraße, West, Gerolfing Süd
Blausterne, Pflanzengattung der Hyazinthengewächse.
Blücherstraße, Südwest, Bahnhofsviertel
Gebhard Leberecht von Blücher (1742–1819), preußischer Generalfeldmarschall, der als „Marschall Vorwärts“ bekannt wurde.
Blütenweg, West, Gerolfing Süd
Bockholtstraße, Südwest, Alt-Haunwöhr
Ludwig Bockholt (1885–1918), Kapitänleutnant und Luftschiff-Kommandeur im Ersten Weltkrieg.
Bodelschwinghstraße, Süd, Zuchering Nord
Bodenehrstraße, Südost, Augustinviertel
Moritz Bodenehr (1665–1749), kurfürstlich-sächsischer Hofkupferstecher.
Boelckestraße, Südwest, Alt-Haunwöhr
Oswald Boelcke (1891–1916), deutscher Jagdflieger im Ersten Weltkrieg.
Böhmerwaldstraße, Süd, Unterbrunnenreuth
Böhmerwald, Mittelgebirgslandschaft im deutsch-tschechisch-österreichischen Grenzgebiet.
Bonhoefferstraße, Südwest, Neu-Haunwöhr/Buschletten
Dietrich Bonhoeffer (1906–1945), deutscher evangelisch-lutherischer Theologe, Vertreter der „Bekennenden Kirche“ und Widerstandskämpfer gegen den Nationalsozialismus.
Borchertstraße, West, Gerolfing Nord
Wolfgang Borchert (1921–1947), deutscher Schriftsteller. Sein wohl bekanntestes Werk war „Draußen vor der Tür“.
Borsigstraße, Südost, Kothau
August Borsig (1804–1854), deutscher Unternehmer und Gründer der Borsigwerke.
Böschensteinstraße, Südwest, Antonviertel
Johann Böschenstein (1472–1540), deutscher Hebraist, Kirchenlieddichter und Mathematiker.
Bothostraße, West, Gerolfing Süd
Brahmsstraße, Mitte, Probierlweg
Johannes Brahms (1833–1897), deutscher Komponist, Pianist und Dirigent.
Brandenburger Weg, Südost, Monikaviertel
Brauereiallee, Nordost, Gewerbegebiet Nordost/Oberhaunstadt, Oberhaunstadt
Braunbauergassl, West, Gerolfing Süd
Brentanostraße, Nordost, Am Wasserwerk
Breslauer Straße, Südost, Monikaviertel
Breslau, Stadt in Niederschlesien.
Brittingstraße, Mailing, Feldkirchen
Georg Britting (1891–1964), deutscher Schriftsteller.
Brodmühlweg, Mitte, Gerolfinger Straße
Seit Mitte des 16. Jahrhunderts nachgewiesene Mühle an der Schutter, die 1840 nach der neuen Eigentümerfamilie Brod benannt wurde. Zuvor war sie als „Knopfmühle“ bekannt.
Brückenkopf, Mitte, Brückenkopf
Der Name bezieht sich auf den seit dem Mittelalter nachweisbaren Brückenkopf.
Brückenweg, Südwest, Unsernherrn
An der Straße befanden sich vor der Verlegung der Paartalbahn-Trasse nach Osten zwei Unterführungen im Bahndamm.
Brucknerstraße, Nordwest, Auto-Union-Bezirk
Anton Bruckner (1824–1896), österreichischer Komponist.
Bruckweg, West, Gerolfing Süd
Bruhnstraße, Südost, Gewerbegebiet Südost
zum 1. Juli 2016 umgewidmet in Ferdinand-Braun-Straße
Richard Bruhn (1886–1964), Wiederbegründer und erster Geschäftsführer der Auto Union GmbH nach dem Zweiten Weltkrieg.
Brunellenstraße, Mailing, Mailing Süd
Brunellen, Pflanzengattung aus der Familie der Lippenblütler.
Brunnenreuther Weg, Südwest, Alt-Haunwöhr
Reststücke der früheren Verbindungsstraße von Haunwöhr nach Ober- und Unterbrunnenreuth.
Brunnerstraße, Süd, Oberbrunnenreuth
Brunner, Jurist aus Neuburg an der Donau und Gründer der heutigen Stadtteile Ober- und Unterbrunnenreuth und Spitalhof.
Brunnhausgasse, Mitte, Altstadt Südwest
Die Straße ist nach dem so genannten „Brunnhausturm“ der Stadtmauer benannt, der ursprünglichen inmitten des heute unterirdisch verlaufenden Flüsschens Schutter stand. In ihm befand sich seit 1549 die erste zentrale Wasserversorgungsanlage Ingolstadts.
Buchenweg, Friedrichshofen-Hollerstauden, Hollerstauden
Buchen, Baumgattung in der Familie der Buchengewächse.
Buchnerstraße, Südost, Augustinviertel
Bunsenstraße, Südost, Gewerbegebiet Südost
Robert Wilhelm Bunsen (1811–1899), deutscher Chemiker und Miterfinder der Spektralanalyse.
Buschlettenstraße, Südwest, Hundszell, Knoglersfreude
Flurname, der ein von Büschen überwuchertes Gelände aus lehmhaltiger Erde bezeichnet, die am Donau-Ufer sehr häufig vorkommt.
Buschlettenweg, Südwest, Buschletten
Siehe Buschlettenstraße.
Buschrosenstraße, Süd, Zuchering Süd
Heckenrose, eine Wildrosenart.
Bussardstraße, West, Gerolfing Nord
Bussarde, Greifvogelart aus der Familie der Habichtartigen.
Buxheimer Weg, Mitte, Im Freihöfl
Siehe Äußerer Buxheimer Weg.

## C
Candidstraße, Südost, Ringsee
Heiliger Candid, der Legende nach ein Offizier der Thebäischen Legion unter dem Hl. Mauritius, dem Stadtpatron Ingolstadts.
Canisiusstraße, Südost, Ringsee
Petrus Canisius (1521–1597), Heiliger und Kirchenlehrer, war ein bedeutender Theologe und Schriftsteller des 16. Jahrhunderts und der erste deutsche Jesuit. Canisius lehrte an der Universität Ingolstadt und ist Patron der Pfarrkirche von Ringsee, die sich an der Straße befindet.
Carl-Benz-Straße, Südost, Gewerbegebiet Südost
Carl Benz (1844–1929), deutscher Ingenieur und Erfinder des Automobils.
Carl-Hahn-Straße, Südost, Gewerbegebiet Südost
Carl Hahn (1894–1961), deutsch-österreichischer Automobilbauer und Unternehmer. Nach der Zerschlagung der Auto-Union in der Ostzone gehörte Hahn zu den Initiatoren der Neugründung der Auto-Union in Ingolstadt.
Carl-Ritter-Straße, Mitte, Probierlweg
Carl Ritter (1779–1859) gilt neben Alexander von Humboldt als Begründer der wissenschaftlichen Geographie.
Carl-Zeiss-Straße, Nordost, Gewerbegebiet Nordost
Carl Zeiss (1816–1888), gründete 1846 in Jena eine Fabrik zur Herstellung von Mikroskopen, die Weltgeltung bekam und noch heute besteht.
Cartesiusstraße, Friedrichshofen-Hollerstauden, Hollerstauden
René Descartes, latinisiert Cartesius (1596–1650), französischer Philosoph, Mathematiker und Naturwissenschaftler.
Caspar-Schoppe-Straße, Südwest, Am Südfriedhof
Caspar Schoppe (1576–1649), Philologe und Publizist der Gegenreformation. Er studierte an der Jesuitenakademie Ingolstadt.
Celtesstraße, Südwest, Antonviertel
Konrad Celtes (1459–1508), deutscher Humanist, Dichter und Dozent an der Universität Ingolstadt.
Chemnitzer Straße, Südost, Monikaviertel
Chemnitz, Stadt in Sachsen.
Chiemgaustraße, Friedrichshofen-Hollerstauden, Friedrichshofen
Chiemgau, historisch-kulturelle Landschaft in Südost-Oberbayern.
Christian-Wolff-Straße, Friedrichshofen-Hollerstauden, Hollerstauden
Christian Wolff (1679–1754), deutscher Universalgelehrter, Jurist, Mathematiker und einer der wichtigsten Philosophen zwischen Leibniz und Kant.
Christoph-Schwarz-Straße, Südost, Ringsee
Christoph-von-Schmid-Straße, Nordost, Konradviertel
Christoph von Schmid (1768–1854), römisch-katholischer Priester und Schriftsteller, der als der erfolgreichste Jugendbuchautor seiner Zeit gilt.
Clara-Wieck-Straße, Nordwest, Richard-Strauss-Straße
Clara Schumann, geb. Wieck (1819–1896), deutsche Pianistin und Komponistin und Ehefrau von Robert Schumann.
Claudiusstraße, Nordost, Am Wasserwerk
Matthias Claudius (1740–1815), deutscher Dichter und Journalist, bekannt als Lyriker mit volksliedhafter Verskunst.
Corelliweg, Nordwest, Herschelstraße
Arcangelo Corelli (1653–1713), italienischer Komponist und Violinist.
Cranachstraße, Nordost, Kothau
Cranach, deutsche Künstlerfamilie des 15. bis 17. Jahrhunderts.
Cusanusstraße, Friedrichshofen-Hollerstauden, Hollerstauden
Nikolaus Cusanus (1401–1464), Kirchenmann, Kardinal und Universalgelehrter, gilt vielen als der bedeutendste Philosoph und einer der bedeutendsten Mathematiker des 15. Jahrhunderts.
Cysatstraße, Süd, Zuchering Nord, Seehof
Johann Baptist Cysat (1586–1657), Schweizer Mathematiker und Astronom. An der Universität Ingolstadt studierte er bei Christoph Scheiner Mathematik und Astronomie und war sein Assistent, als Scheiner die Sonnenflecken entdeckte.

## D
Dachserstraße, Süd, Spitalhof
Jakob Dachser († 1567), protestantischer Prediger und Kirchenliederdichter.
Dahlienstraße, Südost, Kothau/Ringsee
Dahlien, Pflanzengattung aus der Familie der Korbblütler.
Dahlmannstraße, Südwest, Neu-Haunwöhr
Friedrich Christoph Dahlmann (1785–1860), deutscher Historiker und Staatsmann, Mitverfasser der Paulskirchen-Verfassung von 1848.
Danziger Straße, Süd, Unterbrunnenreuth
Danzig, Hafenstadt an der Weichsel-Mündung in Pommern (heute zu Polen).
Daucherstraße, Südost, Kothau
Hans Daucher (um 1484-um 1538), deutscher Bildhauer der Renaissance.
Degenhartstraße, Mitte, Gerolfinger Straße
Deglerstraße, Südost, Kothau
Johann Sebastian Degler (1670–1730), deutscher Bildhauer.
Dehmelstraße, Nordost, Am Wasserwerk
Deiglmayrstraße, Friedrichshofen-Hollerstauden, Hollerstauden
Joseph Deiglmayr, königlich-bayerischer Hofmaurermeister.
Deisenhofener Straße, Mailing, Feldkirchen
Deitnloherstraße, Südost, Kothau
Der Flurname Deitnlohe bezeichnete einen Hain in herrschaftlichem Besitz oder ein Überschwemmungsgebiet („Lohe“), in dem Rohrkolben („Deitnkolben“) gediehen.
Deschinger Straße, Oberhaunstadt, Unterhaunstadt
Verbindungsstraße zwischen dem Ingolstädter Stadtteil Unterhaunstadt und dem Köschinger Ortsteil Desching.
Dientzenhoferstraße, Friedrichshofen-Hollerstauden, Hollerstauden
Dientzenhofer, bayerische Baumeisterfamilie der Barockzeit.
Dieselstraße, Nordwest, Auto-Union-Bezirk
Rudolf Diesel (1858–1913), deutscher Ingenieur und Erfinder des Dieselmotors.
Dietrichstraße, Südost, Kothau
Joseph Dietrich (1742–1807), Ingolstädter Maler.
Döblinstraße, Süd, Unterbrunnenreuth
Alfred Döblin (1878–1957), deutscher Arzt und gesellschaftskritischer Schriftsteller.
Doktor-Johann-Götz-Straße, Etting, Etting West
Johann Baptist Götz, Historiker und ehemaliger Vorstand des „Historischen Vereins Ingolstadt“.
Doktor-Josef-Reichart-Weg, Süd, Zuchering Süd
Josef Reichart (1897–?), Ingolstädter Archäologe.
Doktor-Ludwig-Kraus-Straße, Nordwest, Piusviertel
Ludwig Kraus (1911–1997), deutscher Ingenieur und Technikvorstand der „Audi NSU Auto Union AG“.
Doktor-Maier-Straße, Südwest, Bahnhofsviertel
Doktor-Mauderer-Straße, West, Gerolfing Nord
Alois Mauderer, Pfarrer von Gerolfing.
Dollstraße, Mitte, Altstadt Südwest
Matthias Doll (1816–1898), 1855–1896 Oberbürgermeister von Ingolstadt. Vor 1899 hieß die Straße Schwaigergasse, vielleicht nach dem Wirtshaus „Schwaigerwirt“, das sich einst dort befand.
Domagkstraße, Mitte, Probierlweg
Gerhard Domagk (1895–1964), deutscher Pathologe und Bakteriologe.
Dominikanerstraße, Südwest, Unsernherrn
Dominikus-Schneider-Straße, Südost, Ringsee
Dominikus-Späth-Straße, West, Pettenhofen
Donaufeldstraße, Mailing, Feldkirchen
Donaulände, Mitte, Brückenkopf
Gemeint ist ein früherer Schiffsladeplatz (Lände) am Donauufer, der bis 1945 als Pionierlände bekannt war.
Donausteg, Mitte, Altstadt Südost/Brückenkopf
Die Fußgängerbrücke über die Donau wurde 1992 anlässlich der Landesgartenschau erbaut.
Donaustraße, Mitte, Altstadt
Dorfbreite, West, Gerolfing Nord
Dorfgrabenweg, Süd, Hagau
Dörflerstraße, Nordost, Schubert & Salzer-Bezirk
Dorfplatz, Oberhaunstadt, Oberhaunstadt
Dorfstraße, Südwest, Unsernherrn
Dorothea-Schlözer-Straße, Friedrichshofen-Hollerstauden, Hollerstauden
Dorothea Schlözer (1770–1825), deutsche Philosophin.
Drachensteinstraße, Etting, Etting West
Der Name leitet sich von dem gleichnamigen Ettinger Hofmarksschloss ab, das sich in der Nähe befindet.
Draisstraße, Oberhaunstadt, Müllerbadsiedlung
Karl Drais (1785–1851), deutscher Förster und Erfinder.
Dreiländerstraße, West, Irgertsheim
In dem Eichenwald westlich von Gerolfing grenzten seit der Gründung der Pfalzgrafschaft Neuburg im Jahr 1505 das Herzogtum Bayern, das Herzogtum Pfalz-Neuburg und das Fürstbistum Eichstätt aneinander. Neben dem Straßennamen erinnert noch der Dreiländerstein an diese besondere Situation.
Dreiweiherweg, Süd, Winden
An der Straße liegen mehrere Weiher.
Dreizehnerstraße, Mitte, Altstadt Nordost
Die Straße ist nach dem 13. Infanterie-Regiment, dessen Friedensstandort Ingolstadt war.
Drosselweg, Etting, Etting Ost
Drostestraße, Nordost, Josephsviertel
Dünzlauer Straße, West, Gerolfing Nord
Teilstück der Verbindungsstraße zwischen den Ingolstädter Stadtteilen Gerolfing und Dünzlau.
Dürrenseestraße, West, Gerolfing Süd
Der Flurname weist auf einen ausgetrockneten („dürren“) Weiher hin.

## E
Echenzeller Weg, Etting, Etting West
Reststück der Verbindungsstraße zwischen Etting und Echenzell.
Eckenerstraße, Südwest, Alt-Haunwöhr
Hugo Eckener (1868–1954), deutscher Luftschiffpionier.
Eckiusstraße, Mitte, Altstadt Südwest
Johannes Eck, latinisiert Eckius (1486–1543), deutscher Theologe und Gegenreformator, der ab 1510 in Ingolstadt als Universitätsprofessor und Priester wirkte.
Eckstallerstraße, Nordwest, Nordbahnhof
Edelweißstraße, Mailing, Mailing Süd
Edith-Stein-Weg, Südwest, Neu-Haunwöhr
Edith Stein (1891–1942), deutsche Dominikanerin, Philosophin, Frauenrechtlerin, im Dritten Reich wegen ihrer jüdischen Abstammung im KZ ermordet. 1998 heiliggesprochen.
Efeustraße, Mailing, Mailing Süd
Effnerstraße, Friedrichshofen-Hollerstauden, Hollerstauden
Joseph Effner (1687–1745), deutscher Baumeister, Gartenarchitekt und Dekorateur.
Egelhoferstraße, Mitte, Gerolfinger Straße
Egelhofer war im 16. Jahrhundert Parlier beim Bau der Ingolstädter Liebfrauenkirche.
Egelseestraße, Mitte, Altstadt Südwest
Der Name erinnert an einen heute zugeschütteten Weiher, der an der Straße lag.
Egerlandstraße, Südost, Monikaviertel
Egerland, Landschaft um die Stadt Eger.
Eibenstraße, Mailing, Mailing Süd
Eichendorffstraße, Nordost, Josephsviertel
Joseph von Eichendorff (1788–1857), deutscher Lyriker und Schriftsteller der Romantik.
Eichenwaldstraße, West, Gerolfing
Eigenheimstraße, Südwest, Antonviertel
Einbogen, Südwest, Unsernherrn
Weiler zwischen den Stadtteilen Haunwöhr und Spitalhof. Die Bezeichnung leitet sich vom Namen einer nahegelegenen Flur ab, der eine bogenförmige Anordnung von Eiben bezeichnet.
Einbruckstraße, Südwest, Unsernherrn
Einhardstraße, Mailing, Mailing Süd
Einsteinstraße, Nordwest, Herschelstraße
Albert Einstein (1879–1955), deutscher Physiker jüdischer Herkunft, dessen Beiträge zur theoretischen Physik maßgeblich das physikalische Weltbild veränderten.
Eintrachtstraße, Etting, Etting Ost
Eisenhutstraße, Mailing, Mailing Süd
Eisenhut, Pflanzengattung aus der Familie der Hahnenfußgewächse.
Eisvogelstraße, Südwest, Hundszell, Knoglersfreude
Eisvogel, Vogelart aus der Familie der Eisvögel.
Elbrachtstraße, Mitte, Altstadt Nordost
Franz Valentin Ritter von Elbracht (1764–1825), bayerischer Major.
Elias-Holl-Straße, Mitte, Gerolfinger Straße
Elias Holl (1573–1646), Augsburger Baumeister des Frühbarock.
Elisabeth-Hamann-Straße, Nordost, Schlachthofviertel
Elisabeth-Schwarzhaupt-Straße, Süd, Unterbrunnenreuth
Elisabeth Schwarzhaupt (1901–1986), deutsche Politikerin und 1961–1966 Bundesministerin für Gesundheitswesen.
Elisabeth-Winkelmann-Straße, Mitte, Probierlweg
Elisabethstraße, Südwest, Bahnhofsviertel
Ellen-Ammann-Straße, Südost, Niederfeld
Ellen Ammann (1870–1932), schwedisch-deutsche Frauenrechtlerin, Wohlfahrtspflegerin und Pionierin der professionellen Ausbildung zur Sozialen Arbeit.
Elsterweg, West, Gerolfing Süd
Emkenstraße, West, Gerolfing Nord
Emmy-Noether-Straße, Nordwest, Piusviertel
Emmy Noether (1882–1935), deutsche Mathematikerin und Physikerin.
Ensingerstraße, Nordwest, Richard-Strauss-Straße
Ulrich (um 1350/60–1419) und Matthäus Ensinger (1390–1463), deutsche Baumeister der Gotik.
Enzianstraße, Mailing, Mailing Süd
Erasmusstraße, Friedrichshofen-Hollerstauden, Hollerstauden
Erasmus von Rotterdam (1465/1469–1536), niederländischer Humanist.
Erchanstraße, West, Irgertsheim
Erchan oder Urichin, Gründer von Irgertsheim.
Erhartstraße, Südost, Kothau
Michel (um 1440/45-nach 1522) und Gregor Erhart (1470–1540), deutsche Bildhauer der Spätgotik.
Eriagstraße, Südost, Gewerbegebiet Südost
ERIAG, Akronym für „Erdölraffinerie Ingolstadt AG“.
Erlenweg, Friedrichshofen-Hollerstauden-Friedrichshofen
Erletstraße, Südost, Kothau
Der historische Flurname bezeichnet ein Erlengebüsch.
Erleulerstraße, Südwest, Hundszell
Erleule, historischer Flurname, der ein kleines, von Erlen bewachsenes Stück einer Flussaue („Äule“) bezeichnet.
Ernstgasse, Oberhaunstadt, Oberhaunstadt
Eschenweg, Friedrichshofen-Hollerstauden-Friedrichshofen
Esplanade, Mitte, Altstadt Nordost
Als Esplanade wird die eingeebnete Fläche zwischen der alten Stadtmauer und der neuen Festungsanlagen bezeichnet.
Etrichstraße, Südwest, Antonviertel
Igo Etrich (1879–1967), österreichischer Pilot und Flugzeugkonstrukteur.
Ettinger Straße, Nordwest
Verbindungsstraße von Ingolstadt in den Stadtteil Etting.
Eulerfeld, Süd, Oberbrunnenreuth
Ewald-Kluge-Straße, Nordwest, Auto-Union-Bezirk
Ewald Kluge (1909–1964), deutscher Motorradrennfahrer auf DKW.

## F
Faberstraße, Etting, Etting West
Martin Faber, katholischer Pfarrer von Etting (17. Jahrhundert).
Fabriciusstraße, Mailing, Mailing Süd
Fahrensbachstraße, Südwest, Am Südfriedhof
Georg Wolmar von Fahrensbach (1586–1633), Gouverneur von Livland, Oberst in bayerischen Diensten, 1633 zum Kommandanten der Landesfestung Ingolstadt ernannt. Wegen einer angeblichen Verschwörung, die Festung kampflos an die Schweden zu übergeben, wurde er noch im gleichen Jahr hingerichtet.
Falkenstraße, West, Gerolfing Nord
Falterstraße, Südost, Ringsee
Fanderlstraße, Mailing, Mailing Süd
Leonhard Fanderl, Unternehmer, eröffnete 1913 sein erstes Lebensmittelgeschäft in Unsernherrn und in der Folgezeit weitere Filialen in der gesamten Region. Einige davon werden noch heute von seinen Nachfahren betrieben.
Fasanenweg, Etting, Etting Ost
Fauststraße, Südwest, Am Südfriedhof
Johann Georg Faust († um 1541), deutscher Wandermagier, Astrologe und Wahrsager, der 1528 nach Ingolstadt kam und kurz darauf aus der Stadt verbannt wurde.
Febesstraße, Nordwest, Auto-Union-Bezirk
Fechtgasse, Mitte, Altstadt Nordwest
An der Gasse lag vermutlich der Fechtplatz der Ingolstädter Studenten.
Feldkirchener Straße, Nordost/Mailing
Verbindungsstraße von Ingolstadt in den Stadtteil Feldkirchen.
Feldlstraße, Südwest, Neu-Haunwöhr
Johann Feldl, bayerischer Ingenieur, entwarf das Feldl-Geschütz, einen Vorläufer des Maschinengewehrs. Feldl-Geschütze gehörten 1871–1875 zur Bewaffnung der Landesfestung Ingolstadt.
Felsenstraße, Etting, Etting West
Ferdinand-Braun-Straße, Südost, Gewerbegebiet Südost
Karl Ferdinand Braun (1850–1918), ein deutscher Physiker, Elektrotechniker und Nobelpreisträger
Ferdinand-Maria-Straße, Südwest, Alt-Haunwöhr
Ferdinand Maria, genannt „der Friedliebende“ (1636–1679), Kurfürst von Bayern.
Feselenstraße, Südost
Melchior Feselen († 1538), deutscher Maler, der in Ingolstadt starb.
Feuchtwangerstraße, West, Gerolfing Süd
Lion Feuchtwanger (1884–1958), deutscher Schriftsteller und zu Lebzeiten einer der meistgelesenen deutschsprachigen Autoren in den USA und Russland.
Feuerweg, Süd, Zuchering Süd
Fichtestraße, Nordost, Am Wasserwerk
Johann Gottlieb Fichte (1762–1814), deutscher Pädagoge und Philosoph
Finkenweg, Etting, Etting Ost
Fischerstraße, Oberhaunstadt, Müllerbadsiedlung
Flexstraße, Nordost
Walter Flex (1887–1917), deutscher Schriftsteller und Lyriker.
Fliederstraße, Südost, Ringsee
Florian-Geyer-Straße, Etting, Etting Ost
Florian Geyer (um 1490–1525), deutscher Ritter und Diplomat.
Flurweg, Südost, Niederfeld
Fohlenweide, Mitte, Probierlweg
Föhrenweg, Friedrichshofen-Hollerstauden, Friedrichshofen
Fontanestraße, Nordost, Josephsviertel
Theodor Fontane (1819–1898), Schriftsteller und bedeutendster deutscher Vertreter des Poetischen Realismus.
Forellenweg, Süd, Oberbrunnenreuth
Forsterstraße, Nordwest, Gabelsbergerstraße
Georg Forster (um 1510–1568), deutscher Arzt, Komponist und Herausgeber der fünfbändigen Liedsammlung Frische teutsche Liedlein.
Fort-Wrede-Straße, Nordost, Am Wasserwerk/Mailing, Mailing Fort Wrede
Die Straße hat ihren Namen von dem nicht mehr erhaltenen Fort der Landesfestung Ingolstadt, das nach dem bayerischen Generalfeldmarschall Carl Philipp von Wrede (1767–1838) benannt war. Siehe auch Wredestraße.
Frankenstraße, Friedrichshofen-Hollerstauden, Friedrichshofen
Franken, deutsche Region, die sich über Teile Bayerns, Baden-Württembergs und Thüringens erstreckt.
Frankstädter Straße, Oberhaunstadt, Unterhaunstadt
Frankstadt an der Mährischen Grenzbahn, Ort in Mähren (heute zu Tschechien).
Franz-Liszt-Straße, Mitte, Im Freihöfl
Franz Liszt (1811–1886), ungarischer Komponist, Dirigent, Musikschriftsteller und einer der berühmtesten Pianisten der Romantik.
Franz-Marc-Straße, Südost, Ringsee
Franz Marc (1880–1916), deutscher Maler und Mitgründer der Künstlervereinigung Blauer Reiter. Er gilt als einer der bedeutendsten Maler des 20. Jahrhunderts und als Mitbegründer des deutschen Expressionismus.
Franz-Rieder-Straße, Südwest, Hundszell
Franz Rieder, Oberlehrer und seit 1926 Ehrenbürger der Gemeinde Unsernherrn, zu der damals auch Hundszell gehörte.
Franz-Schrank-Straße, Südost, Rothenturm
Franz-Werfel-Straße, Nordost, Am Wasserwerk
Franz Werfel (1890–1945), österreichischer Schriftsteller des Expressionismus.
Franziskanerstraße, Mitte, Altstadt Südost
Frauenackerweg, West, Irgertsheim
Frauenlobstraße, Süd, Zuchering Süd
Heinrich von Meißen, genannt Frauenlob (um 1250/1260–1318), deutschsprachiger Dichter.
Frauenschuhstraße, Mailing, Mailing Süd
Gelber Frauenschuh, eine Orchideen-Art.
Fraunhoferstraße, Südost
Joseph von Fraunhofer (1787–1826), deutscher Optiker und Physiker.
Freisinger Straße, Südost, Kothau
Freising, Bischofs- und Universitätsstadt in Oberbayern.
Freybergerstraße, Nordost, Josephsviertel
Freymannstraße, Oberhaunstadt, Müllerbadsiedlung
Freytagstraße, Nordost, Am Wasserwerk
Gustav Freytag (1816–1895), deutscher Schriftsteller und Reichstagsabgeordneter
Friedensstraße, Oberhaunstadt, Unterhaunstadt
Friedhofstraße, Mitte, Altstadt
Die Straße führt auf den Westfriedhof zu.
Friedrich-Ebert-Straße, Nordost
Friedrich Ebert (1871–1925), erster deutscher Reichspräsident.
Friedrich-Kring-Straße, Süd, Unterbrunnenreuth
Friedrich Kring, Bürgermeister der ehemaligen Gemeinde Brunnenreuth.
Friedrichshofener Straße, Friedrichshofen-Hollerstauden, Friedrichshofen
Fröbelstraße, West, Irgertsheim
Friedrich Fröbel (1782–1852), deutscher Pädagoge.
Frueaufstraße, Südost, Ringsee
Rueland Frueauf der Ältere (um 1440/1445–1507) und der Jüngere (um 1470–1547), österreichische Maler.
Frühlingstraße, Nordost, Schlachthofviertel
Zwischen 1933 und 1945 trug die Straße den Namen des deutschen Berufssoldat und nationalsozialistischen Politikers Franz von Epp. Zuvor war sie als Schlachthofstraße bekannt (nach dem städtischen Schlachthof, der sich an der Straße befindet).
Frundsbergstraße, Südwest, Bahnhofsviertel
Fuchsäckerweg, West, Irgertsheim
Fuchsgrabenweg, Süd, Hagau
Fuchsschüttweg, Mitte, Probierlweg
Der Flurname meint ein Überschwemmungsgebiet („Schütt“), in dem Füchse hausen.
Fuchsstraße, Südwest, Antonviertel
Fuggerstraße, Mitte, Im Freihöfl
Fugger, schwäbisches bürgerliches Geschlecht, das im Spätmittelalter und der frühen Neuzeit eines der bedeutendsten Handelsgesellschaften der damaligen Welt errichtete.
Furtwänglerstraße, Nordwest, Piusviertel
Wilhelm Furtwängler (1886–1954), deutscher Dirigent und Komponist.

## G
Gabelholzstraße, West, Dünzlau
Gabelsbergerstraße, Nordwest
Franz Xaver Gabelsberger (1789–1849), Erfinder des flüchtigen Kurzschriftsystems.
Gablerstraße, Süd, Zuchering Nord
Gabriele-Münter-Straße, Süd, Spitalhof
Gabriele Münter (1877–1962), deutsche expressionistische Malerin und Fotografin.
Gabrielistraße, Nordwest, Piusviertel
Gabriel de Gabrieli (1671–1747), Schweizer Baumeister und fürstbischöflich-eichstättischer Hofbaudirektor.
Gagernstraße, Südwest, Neu-Haunwöhr
Heinrich Wilhelm August Freiherr von Gagern (1799–1880), liberaler deutscher Politiker, zur Zeit der bürgerlichen Märzrevolution 1848 hessischer Ministerpräsident. Präsident der Deutschen Nationalversammlung 1848 in Frankfurt
Gaimersheimer Straße, Nordwest
Verbindungsstraße von Ingolstadt nach Gaimersheim im Landkreis Eichstätt.
Galileistraße, Friedrichshofen-Hollerstauden, Hollerstauden
Galileo Galilei (1564–1642), italienischer Mathematiker, Physiker und Astronom, der bahnbrechende Entdeckungen auf mehreren Gebieten der Naturwissenschaften machte.
Ganghoferstraße, Nordost, Konradviertel
Ludwig Ganghofer (1855–1920), deutscher Schriftsteller, der durch seine Heimatromane bekannt geworden ist.
Gartenackerweg, West, Irgertsheim
Gartengasse, Mitte, Altstadt Südwest
Gärtnerstraße, Mitte, Probierlweg
Friedrich von Gärtner (1791–1847), deutscher Architekt. Neben Leo von Klenze gilt er als der bedeutendste Baumeister im Königreich Bayern unter Ludwig I.
Gaußstraße, Nordwest, Piusviertel
Carl Friedrich Gauß (1777–1855), deutscher Mathematiker, Astronom, Geodät und Physiker.
Geibelstraße, Nordost, Schubert & Salzer-Bezirk
Emanuel Geibel (1815–1884), deutscher Lyriker.
Geigerstraße, Südost, Kothau
Geisenfelder Straße, Südost
Geisenfeld, Stadt im Landkreis Pfaffenhofen.
Geislmayrstraße, Südwest, Bahnhofsviertel
Gemeindeangerweg, West, Mühlhausen
Gemmingerstraße, Südwest, Alt-Haunwöhr
Ludwig Gemminger, Ingolstädter Lokalhistoriker.
Gensöderstraße, Südost, Kothau
Georg-Heiß-Straße, Süd, Unterbrunnenreuth
Georg Heiß (1877–1957), Bürgermeister der Gemeinde Brunnenreuth und Gründer der Heiß Sauerkrautfabrik.
Georg-Oberhäuser-Straße, Mitte, Altstadt Nordost
Georg Oberhäuser (1884–1968), Ingolstädter Stadtrat. Der frühere Name Eselbräustraße geht auf eine ehemalige Brauerei zurück, die sich in der Straße befand.
Georgstraße, Oberhaunstadt, Unterhaunstadt
Heiliger Georg, Märtyrer und Patron der Filialkirche von Unterhaunstadt, die sich an der Straße befindet.
Geranienstraße, Mailing, Mailing Süd
Gerbergasse, Mitte, Altstadt Südwest
Gerhart-Hauptmann-Straße, Nordost, Schlachthofviertel/Konradviertel
Gerhart Hauptmann (1862–1946), deutscher Schriftsteller und Träger des Literaturnobelpreises.
Gerolfinger Straße, Mitte/Friedrichshofen-Hollerstauden
Verbindungsstraße von Ingolstadt in den Stadtteil Gerolfing.
Gerolfstraße, West, Gerolfing Süd
Gerolf, Gründer von Gerolfing.
Gerstnerstraße, Südwest, Alt-Haunwöhr
Gewoldstraße, Südwest, Bahnhofsviertel
Christoph Gewold (1556–1621), bayerischer Historiker.
Gindlstraße, Mailing, Mailing Süd
Ginsterstraße, Mailing, Mailing Süd
Glacisbrücke, Mitte, Probierlweg/Brückenkopf
Der Name bezieht sich auf das ehemalige Glacis der Landesfestung Ingolstadt, heute ein Grüngürtel um die Altstadt.
Gladiolenstraße, Mailing, Mailing Süd
Glätzlstraße, Nordost, Am Wasserwerk
Gleiwitzer Straße, Südost, Monikaviertel
Gleiwitz Großstadt in Oberschlesien (heute zu Polen).
Glöckelweg, Süd, Winden
Glockenbecherweg, Süd, Zuchering Süd
Glockenstraße, Mailing, Mailing Süd
Glogauer Straße, Südost, Monikaviertel
Glogau, Stadt in Niederschlesien (heute zu Polen).
Gluckstraße, Mitte, Probierlweg
Christoph Willibald von Gluck (1714–1787), deutscher Komponist.
Gneisenaustraße, Südwest, Am Südfriedhof
August Neidhardt von Gneisenau (1760–1831), preußischer Generalfeldmarschall und Heeresreformer.
Godramsteiner Straße, Friedrichshofen-Hollerstauden, Friedrichshofen
Godramstein, Ort in der Pfalz, heute Stadtteil von Landau. Der größte Teil der Neusiedler, die sich ab 1833 im neu gegründeten Friedrichshofen niederließen, stammten von dort.
Goerdelerstraße, Südwest, Neu-Haunwöhr
Carl Friedrich Goerdeler (1884–1945), deutscher Politiker und Widerstandskämpfer des 20. Juli 1944.
Goethestraße, Nordost
Johann Wolfgang von Goethe (1749–1832), deutscher Dichter und Dramatiker, Theaterleiter, einer der bekanntesten Vertreter der Weimarer Klassik.
Goldammerweg, Südwest, Hundszell, Knoglersfreude
Goldammer, Vogelart aus der Familie der Ammern.
Goldknopfgasse, Mitte, Altstadt Südwest
Namensgebend war das mittelalterliche Weinlokal „Zum goldenen Knopf“ an der Ecke Goldknopfgasse-Theresienstraße.
Görlitzer Straße, Südost, Monikaviertel
Görlitz, Stadt in der Oberlausitz.
Görresstraße, Südwest, Neu-Haunwöhr
Johann Joseph Görres (seit 1839 von Görres) (1776–1848), deutscher Gymnasial- und Hochschullehrer, katholischer Publizist.
Gotenstraße, Südwest, Neu-Haunwöhr
Goten, germanisches Volk, das im Frühmittelalter große Teile Südeuropas beherrschte.
Gottschedstraße, Süd, Zuchering Nord
Johann Christoph Gottsched (1700–1766), deutscher Schriftsteller, Dramaturg und Literaturtheoretiker der sich sehr um eine Reform der deutschen Sprache und Literatur bemühte.
Gotzprechtstraße, Etting, Etting West
Gotzprecht Graf von Scheyern, bayerischer Adliger, der 1180 als Landbesitzer in Etting nachgewiesen ist.
Gozbaldstraße, Mailing, Feldkirchen
Gozbald von Niederaltaich, Abt des Klosters Niederalteich (825–855) und Erzkanzler Kaiser Ludwigs des Deutschen, der diesem 841 die „villa Ingoldesstat“ zum Geschenk machte.
Grasinger Weg, Süd, Zuchering Süd
Graßlweg, Mitte, Probierlweg
Gratzerstraße, Oberhaunstadt, Müllerbadsiedlung
Greifstraße, Nordost, Am Wasserwerk
Greutweg, West, Mühlhausen
Griesanger, Südwest, Unsernherrn
Griesbadgasse, Mitte, Altstadt Südwest
Die Straße hat ihren Namen nach dem so genannten „Griesbad“ am Ufer der heute kanalisierten Schutter, das vorwiegend aus Sand und Kies (Gries) bestand.
Griesmühlstraße, Mitte, Altstadt Südwest
Griesmühle, eine heute nicht mehr existierende Mühle am Ufer der Schutter.
Grillparzerstraße, Nordost, Am Wasserwerk
Franz Grillparzer (1791–1872), österreichischer Schriftsteller und Dramatiker.
Grimmelshausenstraße, Süd, Zuchering Nord
Hans Jakob Christoffel von Grimmelshausen (1622–1676), deutscher Schriftsteller und Schöpfer des „Abenteuerlichen Simplicissimus“ (1668).
Grimmingerstraße, Süd, Spitalhof
Grimmstraße, Nordost, Am Wasserwerk
Große Rosengasse, Mitte, Altstadt Nordost
Große Zellgasse, Mitte, Probierlweg
Gemeint ist ein Weg, der in ursprünglich abgegrenztes Markland („Zell“) führte.
Grotiusstraße, Südwest, Neu-Haunwöhr
Hugo Grotius (1583–1645), niederländischer politischer Philosoph, Theologe und Rechtsgelehrter.
Grottenweg, Oberhaunstadt, Müllerbadsiedlung
Der alte Flurname verweist auf eine gerodete Ackerfläche in diesem Bereich, die so genannten „Grottenäcker“.
Gruberweg, Südwest, Unsernherrn
Gruber, Pfarrer von Unsernherrn.
Grundelweg, Südost, Niederfeld
Grundnerstraße, Nordost, Am Wasserwerk
Georg von Grundner (1813–1893), rechtskundiger Bürgermeister von Ingolstadt (1844–1855).
Grünewaldstraße, Südost, Ringsee
Matthias Grünewald (1475/1480–1528), deutscher Maler und Grafiker, neben Albrecht Dürer der bedeutendste deutsche Vertreter der Renaissance.
Guerickestraße, Nordwest, Herschelstraße
Otto von Guericke (1602–1686), deutscher Naturwissenschaftler und Politiker. Erfinder u. a. der Vakuumtechnik, des Barometers und des elektrischen Generators.
Gumppenbergstraße, Mitte, Im Freihöfl
Wilhelm Gumppenberg (1609–1675), Jesuit und Theologe, der an der Universität Ingolstadt studierte.
Gundekarstraße, Nordwest, Piusviertel
Seliger Gundekar II. (1019–1075), Bischof von Eichstätt.
Güntherstraße, Südost, Augustinviertel
Ignaz Günther (1725–1775), deutscher Bildhauer und Vertreter des bayerischen Rokokos.
Gustav-Adolf-Straße, Südwest, Antonviertel
Gustav II. Adolf (1594–1632), König von Schweden, der Ingolstadt im Jahre 1632 belagerte.
Gustav-Mahler-Straße (Bezirk Nord-West),
Gustav Mahler (1860–1911), österreichischer Komponist im Übergang von der Spätromantik zur Moderne. Er war zudem einer der berühmtesten Dirigenten seiner Zeit und als Operndirektor ein bedeutender Reformer des Musiktheaters.
Gutenbergstraße, Nordost, Konradviertel
Johannes Gutenberg, eigentlich Johannes Gensfleisch (1397–1468), war der Erfinder des europäischen Buchdrucks mit gegossenen, beweglichen Lettern.
Gutsstraße, Oberhaunstadt, Oberhaunstadt
An der Straße liegt ein ehemaliger Gutshof des Ingolstädter Jesuitenklosters (nachmalig Gut Wittmann), der zu dem 1980 abgebrochenen Oberhaunstädter Hofmarksschloss gehörte.
Gymnasiumstraße, Mitte, Altstadt Nordwest
Der Name leitet sich vom Reuchlin-Gymnasium ab, das sich an der Straße befindet.

## H
Habichtstraße, Südwest, Unsernherrn
Habicht, Greifvogelart aus der Familie der Habichtartigen.
Habsburgerstraße, Südwest, Neu-Haunwöhr
Habsburg, europäisches Adelsgeschlecht, dessen Mitglieder jahrhundertelang über Österreich, Böhmen und Ungarn herrschten.
Hackenschwaige, Südwest, Hundszell, Knoglersfreude
Der Name bezeichnet einen Schwaighof in der Nähe eines Buschwaldes („Haag“).
Hackerstraße, Mailing, Mailing Süd
Häcklesweg, Süd, Hagau
Hadergasse, Mailing, Mailing Süd
Haenlinstraße, Nordost, Konradviertel
Georg Hänlin (1556–1621), katholischer Theologe und führende Persönlichkeit der Gegenreformation.
Hagauer Straße, Südwest/Süd
Verbindungsstraße zwischen den Ingolstädter Stadtteilen Haunwöhr und Hagau.
Haideckerstraße, Etting, Etting West
Hainbuchenstraße, Mailing, Mailing Süd
Hainbuche, ein Laubbaum aus der Familie der Birkengewächse.
Halbritterstraße, Südwest, Unsernherrn
Franz Xaver Halbritter, Bürgermeister der ehemaligen Gemeinde Unsernherrn (1919–1922).
Hallstraße, Mitte, Altstadt Südost
Die Bezeichnung erinnert an die einstige kurfürstliche Mauthalle, die wahrscheinlich an der Straße stand. Das Grundwort „Hall“ nimmt Bezug auf den vom Landesfürsten kontrollierten Salzhandel.
Haltmayrstraße, Mitte, Gerolfinger Straße
Veit Haltmayr, kurfürstlich-bayerischer Hofmaurermeister, der im 18. Jahrhundert in Ingolstadt und Umgebung (u. a. an der Wallfahrtskirche in Bettbrunn) tätig war.
Hambacherstraße, Südwest, Am Südfriedhof
Der Straßenname erinnert an das Hambacher Fest im Mai 1832, das den Höhepunkt der deutschen Einigungs- und Demokratiebewegung im Vormärz markierte.
Händelstraße, Nordost, Nordbahnhof
Georg Friedrich Händel (1685–1759), deutscher Komponist des Barock.
Hanfgartenstraße, West, Mühlhausen
Hangstraße, West, Gerolfing Süd
Hannah-Arendt-Straße, Friedrichshofen-Hollerstauden, Hollerstauden
Hannah Arendt (1906–1975), deutsche Publizistin und Gelehrte.
Hans-Böckler-Straße, Südwest, Hundszell
Hans Böckler (1875–1951), deutscher Politiker und Gewerkschaftsfunktionär.
Hans-Denck-Straße, Süd, Spitalhof
Hans Denck (um 1495–1527), deutscher Theologe und Führer der Täuferbewegung in der Reformationszeit.
Hans-Kuhn-Straße, Süd, Spitalhof
Hans-Mielich-Straße, Südost
Hans Mielich (1516–1573), deutscher Maler und Zeichner der Spätrenaissance.
Hans-Sachs-Straße, Nordost, Josephsviertel
Hans Sachs (1494–1576), Nürnberger Meistersinger und Dramatiker.
Hanslmairstraße, Südwest, Bahnhofsviertel
Joseph Hanslmair, Ingolstädter Maurermeister und Magistratsrat (1852–1866).
Hanssonstraße, Südwest, Am Südfriedhof
Olof Hansson Örnehufvud (1600–1644), schwedischer Kartograph in Diensten der Armee Gustav Adolfs, war an der Belagerung Ingolstadts 1632 beteiligt
Hanstraße, Nordwest, Nordbahnhof
Ulrich Han (um 1425-nach 1478), Ingolstädter Buchdrucker und mutmaßlicher Erfinder des Choralnotendrucks.
Harderstraße, Mitte, Altstadt
Zusammen mit der Straße Am Stein bildet die Harderstraße die Nord-Süd-Achse der Ingolstädter Altstadt. Vermutlich kommt der Name von dem herzöglichen Hof im „Harde“ (1280 erstmals erwähnt), wobei „Harde“ (ein alter Begriff für in Gemeindebesitz befindlichen Wald) ein heute restlos verschwundenes Forstgebiet zwischen Ingolstadt und dem heutigen Stadtteil Etting bezeichnete.
Härtingerstraße, Südwest, Alt-Haunwöhr
Franz Martin Härtinger (1815–1896), Ingolstädter Arzt und königlich-bayerischer Hof- und Kammersänger.
Hartmannplatz, Mitte, Altstadt Südwest
Josef Hartmann, Ingolstädter Lehrer und Geschichtsforscher.
Hartriegelstraße, Mailing, Mailing Süd
Hartriegel, Pflanzengattung aus der Familie der Hartriegelgewächse.
Hasengasse, West, Dünzlau
Haslangstraße, Friedrichshofen-Hollerstauden, Hollerstauden
Alexander von Haslang († 1620), bayerischer Feldherr und Hexenjäger.
Haßlerweg, Nordwest, Piusviertel
Gebrüder Hans Leo (1564–1612) und Jakob Hassler (1569–1622), deutsche Komponisten.
Hauenstattplatz, Oberhaunstadt, Unterhaunstadt
Hauenstatt, alte Namensform der heutigen Ingolstädter Stadtteile Ober- und Unterhaunstadt, die wahrscheinlich als „Stätte des Huno“ oder „Huni“ zu deuten ist.
Hauffstraße, Nordost, Am Wasserwerk
Wilhelm Hauff (1802–1827), deutscher Schriftsteller des Biedermeier und einer der Hauptvertreter der Schwäbischen Dichterschule.
Haunstädter Straße, Mailing, Mailing Nord
Reststück der ehemaligen Verbindungsstraße zwischen den heutigen Stadtteilen Mailing und Unterhaunstadt.
Haunwöhrer Straße, Südwest Antonviertel/Alt-Haunwöhr
Haunwöhr, Stadtteil von Ingolstadt.
Haydnstraße, Nordwest, Gabelsbergerstraße
Joseph Haydn (1732–1809), österreichischer Komponist der Wiener Klassik.
Hebbelstraße, Nordost, Schubert & Salzer-Bezirk
Friedrich Hebbel (1813–1863), deutscher Dramatiker und Lyriker.
Heckenweg, Süd, Oberbrunnenreuth
Selbstredender Flurname.
Hedwig-Dohm-Straße, West, Gerolfing Nord
Hedwig Dohm (1831–1919), deutsche Schriftstellerin und Frauenrechtlerin.
Hegnenbergstraße, Oberhaunstadt
Georg von Hegnenberg (um 1509–1589/1596), deutscher Ritter und Heerführer, der in Ingolstadt starb.
Heidemannstraße, Mitte, Gerolfinger Straße
Heidenreichstraße, Mitte, Gerolfinger Straße
Heideweg, Friedrichshofen-Hollerstauden, Friedrichshofen
Die Bezeichnung erinnert an das hiesige Heideland (die so genannte Gaimersheimer Heide), das infolge der Gründung Friedrichshofens urbar gemacht wurde.
Heindlmühlenweg, West, Dünzlau
Heinestraße, Nordost, Josephsviertel
Heinrich Heine (1797–1856), deutscher Dichter und Journalist.
Heinkelstraße, Südost, Gewerbegebiet Südost
Ernst Heinkel (1888–1958), deutscher Ingenieur und Gründer der Ernst Heinkel Flugzeugwerke.
Heinrich-Lersch-Straße, Nordost, Am Wasserwerk
Heinrich Lersch (1889–1936), deutscher Kesselschmied und Arbeiterdichter.
Helfenzrieder Straße, Süd, Zuchering Nord
Johann Evangelist Helfenzrieder (1724–1803), deutscher Jesuit, Mathematiker und Astronom, der an der Universität Ingolstadt lehrte.
Hemmeterstraße, Süd, Seehof
Hennenbühl, Süd, Unterbrunnenreuth/Südwest, Unsernherrn
Der Name des Weilers leitet sich von der gleichnamigen Flurbezeichnung her. Das Grundwort „Bühl“ bezeichnet einen Hügel oder eine Anhöhe, das Bestimmungswort leitet sich entweder vom Feld- oder Rebhuhn oder von einem ehemaligen Hünengrab ab.
Hennenbühlstraße, Südwest, Unsernherrn
Siehe Hennenbühl.
Henningerstraße, Mitte, Gerolfinger Straße
Henninger, Parlier an der Baustelle des Ingolstädter Liebfrauenmünsters.
Hepberger Straße, Etting, Etting West
Teilstück der Verbindungsstraße von Etting nach Hepberg im Landkreis Eichstätt.
Heppstraße, Mitte, Im Freihöfl
Kaspar von Hepp (1758–1806), bayerischer Major und Namensgeber des Kavaliers Hepp der Landesfestung Ingolstadt.
Herderstraße, Nordost, Schlachthofviertel
Johann Gottfried Herder (1744–1803), deutscher Dichter, Übersetzer, Theologe und Geschichts- und Kulturphilosoph der Weimarer Klassik.
Herenäusstraße, Etting, Etting Ost
Herenäus Haid (1784–1873), deutscher Theologe, Autor und Übersetzer.
Herkommerstraße, Nordwest, Richard-Strauss-Straße
Johann Jakob Herkomer (1648/1652–1717), deutscher Baumeister, Maler, Bildhauer und Stuckateur des Barock.
Hermann-Hesse-Straße, Nordost, Am Wasserwerk
Hermann Hesse (1877–1962), deutsch-schweizerischer Dichter und Schriftsteller.
Hermann-Paul-Müller-Straße, Nordost, Am Wasserwerk
Hermann Paul Müller (1909–1975), deutscher Motorradrennfahrer auf DKW und NSU.
Hermann-Witz-Straße, Süd, Zuchering Süd
Hermann Witz (1868–1936), deutscher Major und Archäologe, auf den zahlreiche bedeutende Grabungsfunde aus der Vor- und Frühgeschichte und der Römerzeit im Ingolstädter Raum zurückgehen.
Herrenlettenstraße, Südwest, Hundszell
Herrenschwaige, Südwest, Hundszell
Schwaighof, dessen „Herr“ bis 1832 die Ingolstädter Bürgerschaft war.
Herschelstraße, Nordwest, Herschelstraße
Hertelstraße, Friedrichshofen-Hollerstauden, Hollerstauden
Albert Hertel (1843–1912), deutscher Maler.
Hertlingstraße, Südwest, Neu-Haunwöhr
Georg von Hertling (1843–1919), deutscher Politiker, Philosoph und Reichskanzler des Deutschen Kaiserreichs.
Hesseloherstraße, Süd, Spitalhof
Heveliusstraße, Mailing, Mailing Süd
Heydeckplatz, Mitte, Altstadt Nordost
Karl Wilhelm von Heydeck (1787–1861), bayerischer General und Namensgeber des Kavaliers Heydeck der Landesfestung Ingolstadt, das an dem Platz liegt.
Heydeckstraße, Mitte, Altstadt Nordost
Siehe Heydeckplatz.
Heysestraße, Nordost, Schlachthofviertel
Hieronymusgasse, Mitte, Altstadt Südost
Die Herkunft des Namens ist unbekannt.
Hildebrandtstraße, Nordwest, Richard-Strauss-Straße
Hildegard-von-Bingen-Straße, Friedrichshofen-Hollerstauden, Hollerstauden
Hildegard von Bingen (um 1098–1179), deutsche Benediktinerin und Mystikerin.
Hindemithstraße, Nordwest, Auto-Union-Bezirk
Paul Hindemith (1895–1963), deutscher Bratschist und Komponist.
Hindenburgstraße, Nordwest
Paul von Hindenburg (1847–1934), preußischer Generalfeldmarschall und zweiter deutscher Reichspräsident in der Weimarer Republik.
Hinterangerstraße, Südwest, Bahnhofsviertel
Hintere Dorfstraße, West, Irgertsheim
Hirtenstraße, West, Dünzlau
Hirthausweg, Süd, Winden
Hochweg, Oberhaunstadt, Unterhaunstadt
Der Begriff bezeichnet eine alte Heerstraße.
Hofkoflerstraße, Mitte, Altstadt Nordwest
Anton Hofkofler, Ingolstädter Gürtler, der an der Ausstattung der Kirche Maria de Victoria beteiligt war.
Hofmannsthalstraße, Süd, Unterbrunnenreuth
Hugo von Hofmannsthal (1874–1929), österreichischer Schriftsteller, Dramatiker und Lyriker.
Hofmarkstraße, West, Dünzlau
Hofmillerstraße, Nordost, Josephsviertel
Josef Hofmiller (1872–1933), deutscher Essayist und Kritiker.
Hofstraße, West, Gerolfing Süd
Hohe-Schul-Straße, Mitte, Altstadt Südwest
Die Straße verdankt ihren Namen der Hohen Schule, die sich an der Straße befindet. Früher hatten die einzelnen Straßenabschnitte verschiedene Namen, die sich in der Regel auf Eigennamen anrainender Anwesen bezogen.
Höhenlohweg, West, Mühlhausen
Hohenzollernstraße, Südwest, Neu-Haunwöhr
Hohenzollern, deutsches Fürstengeschlecht.
Hohlweg, Süd, Zuchering Süd
Der Straßenname erinnert an einen ehemaligen Hohlweg, der in diesem Bereich verlief.
Holbeinstraße, Südost, Ringsee
Hans Holbein der Ältere (um 1465–1524) und der Jüngere (1497/1498–1543), deutscher Maler der Renaissance.
Hölderlinstraße, Nordost, Am Wasserwerk
Friedrich Hölderlin (1770–1843), deutscher Lyriker.
Hollarstraße, Südost, Augustinviertel
Wenzel Hollar (1607–1677), böhmischer Zeichner und Kupferstecher.
Höllbräugasse, Mitte, Altstadt Südwest
Die Gasse wurde nach der nicht mehr existierenden Brauerei Höllbräu benannt. Das Grundwort „Höll-“ (von „Hölle“) bezog sich im Mittelalter auf die abgeschiedene Lage der Straße. Ähnliche Straßenbezeichnungen finden sich auch in anderen Städten, z. B. in Bamberg.
Hölzlstraße, Südost, Augustinviertel
Johann Evangelist Hölzl (1716–1765), bayerischer Maler des Rokoko, der vorwiegend im Raum Ingolstadt tätig war.
Holzmarkt, Mitte, Altstadt Nordost
Hier wurde bis ins 20. Jahrhundert hinein der Holzmarkt abgehalten. Im 15. Jahrhundert ist der Platz auch unter dem Namen Am Striegelturm bekannt, da sich hier der städtische Kerkerturm befand.
Holznerstraße, Südost, Kothau
Hopfengartenweg, Süd, Winden
Hopfengasse, Süd, Hagau
Hornstraße, Südwest, Am Südfriedhof
Gustaf Horn (1592–1697), schwedischer General, war an der Belagerung Ingolstadts 1632 beteiligt
Hubmaierstraße, Süd, Unterbrunnenreuth
Balthasar Hubmaier (1485–1528), führende Täuferpersönlichkeit der Reformationszeit.
Hugo-Wolf-Straße, Nordwest, Richard-Strauss-Straße
Hugo Wolf (1860–1903), österreichisch-slowenischer Komponist.
Humboldtstraße, Mitte, Probierlweg
Alexander von Humboldt (1769–1859), deutscher Naturforscher und Mitbegründer der Geographie als empirischer Wissenschaft.
Hundsbergerstraße, Süd, Spitalhof
Hundtstraße, Südwest, Bahnhofsviertel
Hupfauerstraße, Nordost, Rothenturm
Huttenstraße, Südwest, Neu-Haunwöhr
Ulrich von Hutten (1488–1523), humanistischer Dichter und Publizist

## I
Ickstattstraße, Südwest, Antonviertel
Johann Adam von Ickstatt (1702–1776), Professor und Direktor der Universität Ingolstadt. Er war ein Vertreter der Aufklärung und gilt als Begründer des bayerischen Realschulwesens.
Ika-Freudenberg-Straße, Süd, Unterbrunnenreuth
Ika Freudenberg (1858–1912), Führerin der gemäßigten Frauenbewegung in Bayern.
Im Freihöfl, Mitte, Im Freihöfl
Historischer Flurname, der an die hier ehemals bestehenden „freien“ (das heißt nicht fronpflichtigen) Bauernhöfe erinnert.
Im Fürst, Etting, Etting Ost
Im Roding, Mailing, Feldkirchen
Der Flurname verweist auf ein gerodetes Gelände am Donau-Ufer.
Im Roten Gries, Mitte, Probierlweg
Der Flurname bezeichnet unfruchtbare, stark eisenhaltige (und daher „rote“) Sandböden im Schwemmland der Donau.
Im Schnabl, Etting, Etting Ost
Der Name verweist auf ein langgestrecktes, dreieckiges, wie ein „Schnabel“ geformtes Flurstück.
Im Weiherfeld, Süd, Zuchering Süd
Immelmannstraße, Süd, Zuchering Süd
Max Immelmann (1890–1916), deutsches Flieger-Ass im Ersten Weltkrieg. Sein Kriegsruhm trug ihm den Beinamen „Adler von Lille“ ein.
Immelstraße, Friedrichshofen-Hollerstauden, Friedrichshofen
Friedrich Immel, Neusiedler aus Sommerhausen und erster Ortsvorsteher von Friedrichshofen.
In der Karm, Etting, Etting West
Ingolstädter Straße, Friedrichshofen-Hollerstauden, Friedrichshofen
Teilstück der alten Landstraße zwischen Gaimersheim und Ingolstadt.
Irgertsheimer Straße, West, Irgertsheim
Irnaustraße, Südost, Kothau
Die Irnau war eine heute überbaute Flur am Ostrand von Kothau. Ihr Name bedeutete in etwa „fruchtbare Flussaue“.
Isaak-Newton-Straße, Mailing, Mailing Fort Wrede
Isaac Newton (1643–1727), englischer Physiker, Mathematiker, Astronom und Begründer der klassischen Mechanik.
Isabellastraße, Südwest, Hundszell
Isidor-Stürber-Straße, Südwest, Hundszell
Isidor Stürber (1916–1991), Landwirt, Lokalhistoriker und Begründer des Bauerngerätemuseums Ingolstadt-Hundszell.

## J
Jacob-Rem-Weg, Friedrichshofen-Hollerstauden, Hollerstauden
Jacob Rem (1546–1618), bayerischer Jesuit und Gründer der Marianischen Kongregation Ingolstadt.
Jägergaßl, Mitte, Altstadt Südost
Jägerweg, Mitte, Probierlweg
Jahnstraße, Mitte, Altstadt Südwest
Friedrich Ludwig Jahn (1778–1852), deutscher Pädagoge und Nationalist, der als „Turnvater Jahn“ in die Geschichte einging.
Jakob-Wurm-Straße, Etting, Etting West
Jasminstraße, Mailing, Mailing Süd
Jean-Paul-Straße, Nordost, Josephsviertel
Jean Paul (1763–1825), deutscher Schriftsteller.
Jesuitenstraße, Mitte, Altstadt Nordwest
Namensgebend war das ehemalige Jesuitenkloster, das 1549 gegründet und bald nach dem Übergang an den Malteserorden 1773 im Zuge der Säkularisation aufgehoben wurde.
Jobststraße, Mailing, Feldkirchen
Jochen-Klepper-Straße, Süd, Spitalhof
Jochen Klepper (1903–1942), deutscher Journalist, Schriftsteller und einer der bedeutendsten geistlichen Liederdichter des 20. Jahrhunderts.
Johann-Haas-Straße, Süd, Unterbrunnenreuth
Johann-Michael-Sailer-Straße, Friedrichshofen-Hollerstauden, Hollerstauden
Johann Michael Sailer (1751–1832), katholischer Theologe und Bischof von Regensburg.
Johann-Wittmann-Straße, Etting, Etting West
Johannesstraße, Mitte, Altstadt Nordost
Der Name leitet sich vom Franziskanerinnenkloster St. Johann im Gnadenthal ab, das sich an der Straße befindet.
Johanniterstraße, Südwest, Neu-Haunwöhr
Jörg-Breu-Straße, Südost, Augustinviertel
Jörg Breu der Ältere (um 1475/1480–1537) und der Jüngere (1510–1547), deutscher Maler und Zeichner.
Josef-Eder-Straße, Süd, Zuchering Süd
Josef-Fleischmann-Straße, Etting, Etting West
Josef-Ponschab-Straße, Mitte, Altstadt Südwest
Josef Ponschab (1865–1930), Ingolstädter Kommerzienrat und zweiter Bürgermeister. Vor 1928 gehörte der Straßenzug zur Höllbräugasse (siehe dort).
Joseph-Baader-Straße, Südost, Gewerbegebiet Südost
Joseph Baader (1812–1884), deutscher Historiker und Archivar.
Judmannstraße, West, Pettenhofen
Julius-Leber-Straße, Südwest, Neu-Haunwöhr
Julius Leber (1891–1945), deutscher Politiker und Widerstandskämpfer gegen den Nationalsozialismus.
Junggartenstraße, Etting, Etting West
Jupiterstraße, Friedrichshofen-Hollerstauden, Friedrichshofen
Jupiter, Gasriese und größter Planet des Sonnensystems.
Jurastraße, Friedrichshofen-Hollerstauden, Friedrichshofen
Jura, Bezeichnung mehrerer Mittelgebirgslandschaften in Frankreich, der Schweiz und Süddeutschland.

## K
Kälberschüttstraße, Südost, Gewerbegebiet Südost
Historischer Flurname, der auf ein Überschwemmungsgebiet („Schütt“) hinweist, auf dem Hirschkälber weideten.
Kaltnerstraße, Mailing, Mailing Süd
Kanalstraße, Mitte, Altstadt Südwest
Der Name erinnert an die Kanalisierung des Flüsschens Schutter. Die vor 1887 gebräuchlichen Bezeichnungen Auf dem Wasen, Waasengasse und Beim Melbler am Waasen (vom Handwerk der Melbler) gehen auf den Umstand zurück, dass der Weg lange Zeit noch mit Gras (Wasen) bewachsen war.
Kantstraße, Etting, Etting West
Immanuel Kant (1724–1804), deutscher Philosoph der Neuzeit und einer der bedeutendsten Denker im Zeitalter der Aufklärung.
Kapellenstraße, West, Gerolfing Süd
Karl-Theodor-Straße, Südwest, Unsernherrn
Karl Theodor (1724–1799), bayerischer Kurfürst. Seine Regierungszeit war von großem Einfluss auf die kulturelle, ökonomische und infrastrukturelle Entwicklung des süddeutschen Raumes in der zweiten Hälfte des 18. Jahrhunderts.
Karlmühlweg, Mitte, Gerolfinger Straße
Karlsbader Straße, Südost, Monikaviertel
Karlsbad, weltberühmte Kurstadt in Böhmen (heute zu Tschechien).
Karlshulder Straße, Süd, Unterbrunnenreuth
Karlshuld, Gemeinde im Landkreis Neuburg-Schrobenhausen.
Karlskroner Straße, Süd, Zuchering Süd
Verbindungsstraße zwischen dem Ingolstädter Stadtteil Zuchering und der Gemeinde Karlskron im Landkreis Neuburg-Schrobenhausen.
Karolingerstraße, Südwest, Neu-Haunwöhr
Karolinger, fränkisches Adelsgeschlecht, das im Frühmittelalter mehrere deutsche Kaiser stellte.
Kastanienstraße, Süd, Zuchering Süd
Käthe-Kruse-Straße, Mailing, Mailing Süd
Käthe Kruse (1883–1968), deutsche Puppenmacherinnen.
Kaulbachstraße, Süd, Oberbrunnenreuth
Kelheimer Straße, Nordost, Schlachthofviertel
Kelheim, Kreisstadt in Niederbayern.
Kellerhalsstraße, Friedrichshofen-Hollerstauden, Friedrichshofen
Kellerstraße, Mitte, Altstadt Nordost
Keltenstraße, Südost, Kothau
Kelten, Kulturgruppe der europäischen Antike und des frühen Mittelalters.
Keplerstraße, Nordwest, Herschelstraße
Johannes Kepler (1571–1630), deutscher Naturphilosoph, evangelischer Theologe, Mathematiker, Astronom, Astrologe und Optiker.
Kiem-Pauli-Straße, Etting, Etting Ost
Paul Kiem, alias Kiem Pauli (1882–1960), Musikant und Volksliedsammler, der wesentlich zur Wiederbelebung der bairischen Volksmusik in der ersten Hälfte des 20. Jahrhunderts beitrug.
Kiesweg, Südwest, Hundszell
Kipfenberger Straße, Etting
Kipfenberg, Markt im Landkreis Eichstätt.
Kirchhoffstraße, Nordwest, Herschelstraße
Kirchplatz, Süd, Zuchering Süd
Der Name bezieht sich auf die Zucheringer Pfarrkirche St. Blasius, die sich an dem Platz befindet.
Kirchstraße, Südwest, Hundszell/Süd, Spitalhof
Kistnerstraße, Süd, Spitalhof
Nikolaus Cisnerus, auch Nicolaus Kistner (1529–1583), pfälzischer Humanist, Jurist und Lyriker, Anhänger der Reformation.
Klausenweg, Südwest, Hundszell
Kleiberstraße, Südwest, Unsernherrn
Kleiber, Vogelart aus der Familie der Kleiber.
Klein-Salvator-Straße, Südost, Ringsee
Klein Salvator, bis ins 19. Jahrhundert hinein gebräuchliche Bezeichnung für den heutigen Stadtteil Unsernherrn. Der Name erinnert an die dortige Salvatorkirche, die Ziel einer Wallfahrt von großer lokaler Bedeutung war.
Kleine Rosengasse, Mitte, Altstadt Nordost
Siehe Große Rosengasse.
Kleine Zellgasse, Mitte, Probierlweg
Siehe Große Zellgasse.
Kleiststraße, Nordost, Josephsviertel
Heinrich von Kleist (1777–1811), deutscher Dramatiker, Erzähler, Lyriker und Publizist.
Klenzestraße, Mitte, Gerolfinger Straße
Leo von Klenze (1784–1864), deutscher Architekt und Maler, Erbauer der klassizistischen Festungsanlagen um Ingolstadt.
Klingensbergerstraße, Etting, Etting Ost
Klingenstraße, Etting, Etting Ost
Knabelgutstraße, West, Irgertsheim
Knörstraße, Südwest, Alt-Haunwöhr
Kobellstraße, Nordwest, Auto-Union-Bezirk
Köhlerstraße, Etting, Etting West
Köhlstraße, Südwest, Alt-Haunwöhr
Hermann Köhl (1888–1938), deutscher Flugpionier und der erste Überquerer des Atlantiks in Ost-West-Richtung.
Köllnerstraße, Oberhaunstadt, Unterhaunstadt
Kollwitzstraße, Südost, Ringsee
Käthe Kollwitz (1867–1945), deutscher Zeichnerin und Bildhauerin.
Königsberger Straße, Südost, Monikaviertel
Königsberg, ehemals Hauptstadt von Ostpreußen
Konrad-Adenauer-Brücke, Mitte
Konrad Adenauer (1876–1967), erster Bundeskanzler der Bundesrepublik Deutschland (1949–1963) sowie zugleich Bundesminister des Auswärtigen (1951–1955).
Konrad-Dreher-Straße, Etting, Etting West
Konrad Dreher (1859–1944), deutscher Film- und Theaterschauspieler, Gesangs- und Charakterkomiker.
Konradstraße, Nordost, Konradviertel
Konviktstraße, Mitte, Altstadt Nordwest
Der Name leitet sich von dem so genannten „Konvikt“ („Convict S. Ignatii Martyris“) des im 16. Jahrhundert gegründeten Jesuitenklosters ab, der sich an der Straße befindet.
Kopernikusstraße, Nordwest, Herschelstraße
Nikolaus Kopernikus (1473–1543), einer der bedeutendsten Astronomen des Abendlandes.
Kormoranstraße, Südwest, Unsernherrn
Kormoran, Wasservogel aus der Familie der Kormorane.
Körnerstraße, Nordost, Josephsviertel
Kornstraße, West, Gerolfing Nord
Köschinger Straße, Mailing, Mailing Süd/Nord
Reststück der ehemaligen Landstraße zwischen dem Ingolstädter Stadtteil Mailing und des Marktes Kösching im Landkreis Eichstätt.
Kothauer Straße, Südost, Kothau
Kothau, Stadtteil von Ingolstadt.
Kraibergstraße, Etting, Etting West
Kraiberg, ein Hügel auf dem Gemeindegebiet von Gaimersheim, auf den die Straße führt. Das Bestimmungswort leitet sich von althochdeutsch „kraîa“ (Krähe) ab.
Kranichstraße, Südwest, Unsernherrn
Kranich, europäische Vogelart.
Krautäckerstraße, West, Gerolfing Nord
Krautbuckelweg, Oberhaunstadt, Unterhaunstadt
Der Krautbuckel, eine kegelförmige Erhebung bei Unterhaunstadt, gilt der Legende nach als Grabstätte des Ortsgründers Huno (oder Huni, siehe auch Haunstädter Weg).
Kreszenz-Lackermeier-Straße, Südwest, Unsernherrn
Kreszenz Lackermeier, Heimbürgin in Unsernherrn.
Kreuzackerweg, West, Irgertsheim
Kreuzschmiedgasse, Mitte, Altstadt Südwest
Kreuzstraße, Mitte
Die Bezeichnung erinnert an das Siechenhaus zum Heiligen Kreuz, das sich im Mittelalter außerhalb der Stadtmauer befand. Gleiches gilt für das Kreuztor am westlichen Ende der Straße.
Kriegelsteinerstraße, Oberhaunstadt
Kriegsstraße, Oberhaunstadt
Krokusstraße, Mailing, Mailing Süd
Kronkorbstraße, Friedrichshofen-Hollerstauden, Friedrichshofen
Kronprinz-Rupprecht-Straße, Südwest, Bahnhofsviertel
Rupprecht von Bayern (1869–1955), letzter bayerischer Kronprinz und Heerführer im Ersten Weltkrieg.
Kroppstraße, Nordwest, Piusviertel
Rudolf Kropp (1858–1933), königlicher Obermusikmeister beim 13. Infanterieregiment „Kaiser Franz Joseph von Österreich“ in Ingolstadt.
Krumenauerstraße, Friedrichshofen-Hollerstauden, Hollerstauden
Krumperstraße, Südost, Augustinviertel
Hans Krumper (1570–1647), deutscher Bildhauer des Frühbarock.
Küblerstraße, Südwest, Hundszell
Küferinstraße, Südost, Rothenturm
Kupferstraße, Mitte, Altstadt Nordwest
Der Name leitet sich wahrscheinlich von den Metall verarbeitenden Handwerksbetrieben ab, die früher in der Straße ansässig waren.
Kurt-Huber-Straße, Nordost, Konradviertel
Kurt Huber (1893–1943), deutscher Professor für Musikwissenschaften und Psychologie, Volksliedforscher und Mitglied der Widerstandsgruppe Weiße Rose.
Kyrmannstraße, Südwest, Antonviertel
Wilhelm Kyrmann (1450–1496), deutscher Jurist und ab 1472 Professor für Kirchenrecht an der Universität Ingolstadt.

## L
Laboratoriumstraße, Nordost, Schubert & Salzer-Bezirk
An der Straße liegt das Gelände des ehemaligen „Königlich-bayerischen Hauptlaboratoriums“, in dem ab 1883 Munition und leichte Geschütze für die bayerische Armee hergestellt wurden.
Lachnerstraße, Nordwest, Piusviertel
Laimgrubenstraße, Südwest, Bahnhofsviertel
Laimgrube, historischer Flurname, der eine seit 1438 bekannte Grube zur Förderung von Lehm bezeichnet.
Laimingerstraße, Oberhaunstadt, Oberhaunstadt
Langenbucherstraße, Mitte, Gerolfinger Straße
Langer Oberfeldweg, Süd, Zuchering Süd
Langgasse, Südwest, Am Südfriedhof
Langgässerstraße, West, Gerolfing Nord
Langobardenstraße, Südwest, Neu-Haunwöhr
Langobarden, germanischer Volksstamm, der im Frühmittelalter in Italien ein Großreich errichtete.
Lannerstraße, Nordwest, Gabelsbergerstraße
Lanzstraße, Südwest, Antonviertel
Lärchenweg, Friedrichshofen-Hollerstauden, Friedrichshofen
Lassallestraße, Südwest, Neu-Haunwöhr
Ferdinand Lassalle (1825–1864), deutscher Schriftsteller, Politiker, Staatssozialist und Arbeiterführer.
Latèneweg, Süd, Zuchering Süd
Latènezeit, Epoche der jüngeren vorrömischen Eisenzeit in weiten Teilen Mitteleuropas (5.–1. Jahrhundert v. Chr.), die nach dem Ort La Tène am Neuenburgersee in der Schweiz benannt wurde.
Laubenstraße, West, Irgertsheim
Lauberfleckstraße, West, Gerolfing Nord
Laurentiusstraße, West, Irgertsheim
Heiliger Laurentius von Rom († 258), Archidiakon, christlicher Märtyrer und Patron der Irgertsheimer Pfarrkirche.
Lavendelweg, Süd, Zuchering Süd
Lebzeltergasse, Mitte, Altstadt Südwest
Der Name leitet sich angeblich vom Handwerk der Lebzelter (Konditoren) her.
Lechermannstraße, Südwest, Hundszell
Josef Lechermann, Ortsvorsteher von Hundszell.
Leharstraße, Nordwest, Piusviertel
Franz Lehár (1870–1948), ungarischer Komponist.
Leibnizstraße, Friedrichshofen-Hollerstauden, Hollerstauden
Gottfried Wilhelm Leibniz (1646–1716), deutscher Philosoph und Wissenschaftler.
Leinbergerstraße, Südost, Kothau
Hans Leinberger (um 1480–1531), bayerischer Bildhauer der Spätgotik.
Leitweg, West, Mühlhausen
Lena-Christ-Straße, Nordost, Am Wasserwerk
Lena Christ (1881–1920), bayerische Heimatschriftstellerin.
Lenaustraße, Nordost, Am Wasserwerk
Nikolaus Lenau, eigentlich Nikolaus Franz Niembsch (1802–1850), österreichischer Schriftsteller des Biedermeier.
Lenbachstraße, Südost, Ringsee
Franz von Lenbach (1836–1904), deutscher Maler und einer der so genannten „Münchner Malerfürsten“.
Lentinger Straße, Oberhaunstadt, Unterhaunstadt
Lenting, Gemeinde im Landkreis Eichstätt.
Lentinger Weg, Etting, Etting Ost
Reststück der alten Landstraße zwischen dem Ingolstädter Stadtteil Etting und Lenting.
Leonore-Kühn-Straße, Friedrichshofen-Hollerstauden, Hollerstauden
Lessingstraße, Nordost, Schlachthofviertel
Gotthold Ephraim Lessing (1729–1781), wichtigster deutscher Dichter der Aufklärung.
Levelingstraße, Friedrichshofen-Hollerstauden
Heinrich Palmaz von Leveling (1742–1798), bayerischer Arzt und Professor für Anatomie und Physiologie an der Universität Ingolstadt.
Libellenweg, Südwest, Unsernherrn
Lichtenauer Straße, Süd, Winden
Landstraße zwischen dem Ingolstädter Stadtteil Winden und Lichtenau im Landkreis Neuburg-Schrobenhausen.
Lichtgutgasse, West, Irgertsheim
Liebfrauenweg, West, Pettenhofen
Liebigstraße, Nordwest, Herschelstraße
Justus Liebig (1803–1873), deutscher Chemiker.
Liegnitzer Straße, Südost, Monikaviertel
Liegnitz, Stadt in Niederschlesien (heute zu Polen).
Ligusterstraße, Mailing, Mailing Süd
Liguster, Strauchgattung aus der Familie der Ölbaumgewächse.
Lilienstraße, West, Gerolfing Süd
Lilienthalstraße, Südwest, Alt-Haunwöhr
Otto Lilienthal (1848–1896), deutscher Pionier der Flugzeug-Entwicklung.
Lilly-Reich-Straße, Mitte, Probierlweg
Lilly Reich (1885–1947), deutsche Designerin.
Limesstraße, Mailing, Feldkirchen
Obergermanisch-Raetischer Limes, Teil der römischen Militärgrenze zwischen Rhein und Donau.
Lindberghstraße, Südwest, Antonviertel
Charles Lindbergh (1902–1974), US-amerikanischer Pilot.
Lindenweg, Südost, Kothau
Lindewiesener Straße, Oberhaunstadt, Oberhaunstadt
Lindewiese, Kurort im Altvatergebirge
Lindnerstraße, Süd, Spitalhof
Linnéstraße, Mitte, Probierlweg
Carl von Linné (1707–1778), schwedischer Naturwissenschaftler und Begründer des Linné’schen Systems.
Locherstraße, Südwest, Antonviertel
Jakob Locher, genannt Philomusus (* 1471), humanistischer Dramatiker, Philologe und Übersetzer, der 1528 in Ingolstadt starb.
Loewestraße, Nordwest, Piusviertel
Carl Loewe (1796–1869), deutscher Komponist.
Lohweg, West, Pettenhofen
Lönsstraße, Nordost, Schlachthofviertel
Hermann Löns (1866–1914), deutscher Journalist und Schriftsteller, der als Heidedichter bekannt wurde.
Lorenz-Schmidt-Straße, Etting, Etting West
Lorenz Schmidt (1702–1749), deutscher Theologe.
Lortzingstraße, Nordwest, Piusviertel
Albert Lortzing (1801–1851), deutscher Komponist, Librettist, Schauspieler, Sänger und Dirigent.
Loy-Hering-Straße, Südost, Augustinviertel
Loy Hering (1484/85–1564), bayerischer Bildhauer der Renaissance.
Ludwig-Steub-Straße, Oberhaunstadt, Müllerbadsiedlung
Ludwig Steub (1812–1888), deutscher Schriftsteller und Jurist.
Ludwigstraße, Mitte, Altstadt
Die Straße bestand ursprünglich aus mehreren Abschnitten mit einer Vielzahl unterschiedlicher Bezeichnungen, die sich von den Namen der angrenzenden Anwesen ableiteten. Erst 1810 erfolgte die Umbenennung zum Gedenken an die Hochzeit des damaligen Kronprinzen Ludwig (später König Ludwig I. von Bayern) mit Therese von Sachsen-Hildburghausen (siehe auch Theresienstraße).
Luftgasse, Mitte, Altstadt Südwest
Der Name geht angeblich auf das Pfeifen des Windes durch die Gasse zurück.
Lukasstraße, Nordost, Konradviertel
Evangelist Lukas, Verfasser des Lukas-Evangeliums der Bibel und Namensgeber der evangelisch-lutherischen Lukaskirche, die sich in der Nähe befindet.
Lupinenstraße, Mailing, Mailing Süd
Lupinen, Pflanzengattung aus der Familie der Hülsenfrüchtler.
Lützener Straße, Südwest, Bahnhofsviertel
Lützen, Stadt in Sachsen-Anhalt. Die Schlacht bei Lützen (1632) war eine der Hauptschlachten des Dreißigjährigen Krieges.
Lutzstraße, Nordost, Josephsviertel

## M
Maffeistraße, Südost, Augustinviertel
Joseph Anton von Maffei (1790–1870), deutscher Industrieller.
Magdalena-Herrle-Straße, Südwest, Hundszell
Maiglöckchenstraße, West, Gerolfing West
Mailinger Spitz, Südost, Am Auwaldsee
Mailinger Weg, Oberhaunstadt, Unterhaunstadt
Reststück der alten Landstraße zwischen den Ingolstädter Stadtteilen Unterhaunstadt und Mailing.
Maisthuberstraße, Südost, Augustinviertel
Malvenstraße, Mailing, Mailing Süd
Malven, Pflanzengattung aus der Familie der Malvengewächse.
Manchinger Straße, Südost
Verbindungsstraße zwischen Ingolstadt und Manching im Landkreis Pfaffenhofen.
Manfred-Hochstatter-Straße, Etting, Etting West
Manggasse, Mitte, Altstadt Südost
Im städtischen Manghaus, das nicht mehr existiert, wurden früher die Tuchwaren der Färber gemangt.
Mangoldstraße, Süd, Zuchering Nord
Mangold, Gemüsepflanze aus der Familie der Gänsefußgewächse.
Manisa Straße, Nordwest, Auto-Union-Bezirk
Manisa, Provinzhauptstadt in der Türkei und seit 1998 Partnerstadt von Ingolstadt.
Margarethenweg, Südwest, Am Südfriedhof
Maria in der Au, Südost, Niederfeld
Die Straße ist nach der gleichnamigen Ortskapelle des Stadtteils Niederfeld benannt.
Maria-Freymüller-Straße, Südwest, Hundszell
Maria-Goeppert-Straße, Nordwest, Piusviertel
Maria Goeppert-Mayer (1906–1972), deutsch-amerikanische Physikerin und Nobelpreisträgerin.
Maria-Kirch-Straße, Süd, Zuchering Süd
Maria Margarethe Kirch (1670–1720), deutsche Astronomin.
Maria-Ward-Straße, Südwest, Antonviertel
Maria Ward (1585–1645), englische Nonne und Gründerin des Instituts der Englischen Fräulein.
Marie-Curie-Straße, Mailing, Mailing-Fort Wrede
Marie Curie (1867–1934), polnische Chemikerin und Physikerin.
Marieluise-Fleißer-Straße, Nordost, Am Wasserwerk
Marieluise Fleißer (1901–1974), aus Ingolstadt stammende deutsche Schriftstellerin. Ihre Heimatstadt spielte eine zentrale Rolle in Fleißers Werk.
Marienbader Straße, Südost, Monikaviertel
Marienbad, berühmter Kurort in Böhmen (heute zu Tschechien).
Marienburger Straße, Südost, Monikaviertel
Marienburg, Stadt in Westpreußen (heute zu Polen).
Marienplatz, Mailing, Feldkirchen
Maria, Mutter Jesu von Nazaret und Patronin der Filialkirche von Feldkirchen, die an dem Platz liegt.
Marienstraße, Mailing, Feldkirchen
Siehe Marienplatz.
Markomannenstraße, Südwest, Alt-Haunwöhr
Markomannen, suebischer Volksstamm der Germanen.
Markus-Koch-Straße, Nordwest, Piusviertel
Markus Koch (1879–1948), deutscher Komponist und Musikpädagoge.
Martin-Hemm-Straße, Südost, Ringsee
Martin Hemm, Bürgermeister der ehemaligen Gemeinde Unsernherrn (1893–1919).
Martinsplatz, Mailing, Mailing Süd
Heiliger Martin von Tours (um 316/317–397), Bischof und Patron der alten Mailinger Pfarrkirche, die an dem Platz liegt.
Martin-Wöhrl-Straße, Südwest, Unsernherrn
Martin Wöhrl, Bürgermeister der ehemaligen Gemeinde Unsernherrn (1949–1960).
Märzenbecherstraße, Südost, Ringsee
Massenhauserstraße, Südwest, Hundszell
Maurerstraße, Oberhaunstadt, Unterhaunstadt
Mauthstraße, Mitte, Altstadt Nordost
In der Straße befand sich ursprünglich das städtische Zollhaus, in dem die Maut kassiert wurde.
Max-Born-Straße, Oberhaunstadt, Müllerbadsiedlung
Max Born (1882–1970), deutscher Mathematiker und Physiker, der 1954 den Nobelpreis für seine Forschungen auf dem Gebiet der Quantenmechanik erhielt.
Max-Emanuel-Straße, Südwest, Bahnhofsviertel
Max II. Emanuel (1662–1726), bayerischer Herzog, Kurfürst und Erztruchsess des Heiligen Römischen Reiches Deutscher Nation.
Max-Joseph-Straße, Südwest, Antonviertel
Max Joseph in Bayern (1808–1888), bayerischer Herzog und einer der bedeutendsten Förderer der bayerischen Volksmusik im 19. Jahrhundert.
Max-Schott-Straße, Nordwest, Piusviertel
Max Schott (1856–1934), königlicher Obermusikmeister beim 10. Infanterieregiment „Prinz Ludwig“ in Ingolstadt.
Maximilian-Kolbe-Straße, West, Irgertsheim
Heiliger Maximilian Kolbe (1894–1941), polnischer Franziskaner-Minorit, der wegen seiner Missionsarbeit von den Nationalsozialisten im Konzentrationslager Auschwitz interniert und dort 1941 ermordet wurde.
Maximilianstraße, Südwest
Maximilian I. (1756–1825), bayerischer Herzog und ab 1806 erster König des Königreiches Bayern.
Mecklenburger Weg, Südost, Monikaviertel
Mecklenburg, historische Landschaft in Norddeutschland.
Medererstraße, Südwest, Antonviertel
Mehringer Weg, Mailing, Mailing Süd
Großmehring und Kleinmehring im Landkreis Eichstätt.
Meier-Helmbrecht-Straße, Mailing, Feldkirchen
Meier Helmbrecht, Versnovelle von Wernher dem Gärtner aus dem dritten Viertel des 13. Jahrhunderts.
Meinlettenstraße, Südost, Rothenturm
Ein Flurname, der auf ein Gelände aus lehmhaltiger Erde („Letten“) hinweist, das „gemein“, also als Allmende genutzt wird.
Meisenweg, Etting, Etting West
Meisen, Familie in der Ordnung der Sperlingsvögel.
Melberstraße, West, Gerolfing Nord
Melber, Berufsbezeichnung
Melissenweg, West, Gerolfing Süd
Melisse, auch Zitronenmelisse, Pflanzenart aus der Familie der Lippenblütler.
Mellostraße, Südost, Kothau
Mendelssohnstraße, Nordwest, Piusviertel
Mendlstraße, Südwest, Antonviertel
Menzelstraße, Friedrichshofen-Hollerstauden, Friedrichshofen
Albert Menzel, bayerischer Mediziner und Leibarzt des Herzogs Wolfgang Wilhelm von Pfalz-Neuburg.
Mercystraße, Südwest, Antonviertel
Generalfeldmarschall Franz von Mercy (1597–1645), Feldherr der Katholischen Liga im Dreißigjährigen Krieg.
Merianstraße, Südost, Augustinviertel
Merowingerstraße, Südwest, Neu-Haunwöhr
Merowinger, Königsgeschlecht der Franken vom beginnenden 5. Jahrhundert bis zur Mitte des 8. Jahrhunderts.
Messerschmittstraße, Südost, Gewerbegebiet Südost
Willy Messerschmitt (1898–1978), deutscher Flugzeugkonstrukteur und Unternehmer. Er gilt als ein Pionier der Luftfahrt.
Metzgergangerl, Oberhaunstadt, Oberhaunstadt
Michael-Beer-Straße, Friedrichshofen-Hollerstauden, Hollerstauden
Michael Beer (um 1605–1666), österreichischer Architekt und Baumeister der Barockzeit.
Milanweg, West, Gerolfing Nord
Milane, Greifvogelgattung in der Familie der Habichtartigen.
Milchstraße, Mitte, Altstadt Nordost
In dieser Straße, die früher auch unter den Bezeichnungen Milchmarkt, Kräutlmarkt und Untere Lodergasse bekannt war, wurde einst der Milchhandel abgewickelt.
Minucciweg, Nordost, Schlachthofviertel
Minzenweg, West, Gerolfing Süd
Mirabellstraße, Mailing, Mailing Süd
Mirabelle, Unterart der Pflaume.
Mistelstraße, Mailing, Mailing Süd
Misteln, Pflanzengattung aus der Familie der Sandelholzgewächse.
Mitteläckerweg, Mailing, Feldkirchen
Mitterfeldstraße, Oberhaunstadt, Unterhaunstadt
Mittermühlweg, Mitte, Gerolfinger Straße
Mitterschütt, Mitte, Probierlweg
Mitterschüttweg, Mitte, Probierlweg
Mitterweg, Nordost, Josephsviertel
Die mittlere von drei alten Straßen von Ingolstadt nach Ober- bzw. Unterhaunstadt.
Mittlere Heide, Friedrichshofen-Hollerstauden, Friedrichshofen
Mohnstraße, Südost, Ringsee
Mohn, Pflanzengattung aus der Familie der Mohngewächse.
Moldaustraße, Etting, Etting West
Möldersstraße, Südwest, Alt-Haunwöhr
Werner Mölders (1913–1941), deutscher Luftwaffenoffizier und Fliegerass im Zweiten Weltkrieg.
Moltkestraße, Mailing, Feldkirchen
Moorgasse, Etting, Etting West
Moosbichelstraße, Süd, Zuchering Süd
Mooshäuslweg, Mitte, Gerolfinger Straße
Moosmüllerweg, Mailing, Mailing Süd
Moosweg, West, Pettenhofen
Moraschstraße, Friedrichshofen-Hollerstauden, Friedrichshofen
Johann Adam Morasch (1682–1734), bayerischer Mediziner und Professor an der Universität Ingolstadt, der die Gründung der Alten Anatomie initiierte.
Morgensternstraße, Nordost, Am Wasserwerk
Christian Morgenstern (1871–1914), deutscher Dichter, Schriftsteller und Übersetzer.
Mörikestraße, Nordost, Am Wasserwerk
Eduard Mörike (1804–1875), deutscher Lyriker, Erzähler und Übersetzer.
Moritzstraße, Mitte, Altstadt
Heiliger Mauritius († um 290), Anführer der Thebäischen Legion, christlicher Märtyrer und Patron der Ingolstädter Stadtpfarrkirche St. Moritz, die sich an der Straße befindet.
Moshammerstraße, Mitte, Gerolfinger Straße
Mozartstraße, Nordwest, Gabelsbergerstraße
Wolfgang Amadeus Mozart (1756–1791), Komponist der Wiener Klassik. Sein umfangreiches Werk genießt weltweite Popularität und gehört zum bedeutendsten Repertoire der Klassik.
Mühlackerweg, West, Dünzlau
Mühlhäuserstraße, Süd, Unterbrunnenreuth
Mühlweg, Mitte, Gerolfinger Straße
Der Name bezieht sich auf eine ehemalige, nicht mehr eindeutig identifizierbare Mühle an der Schutter.
Mühlwiesenweg, Oberhaunstadt
Müllersbergerstraße, Südost, Kothau
Mulzerstraße, Südwest, Am Südfriedhof
Münchner Straße, Südwest
Münzbergstraße, Mitte, Altstadt Südwest
Reinhard Graf zu Solms, Herr zu Münzenberg (1491–1562), Erbauer der Ingolstädter Renaissance-Festung

## N
Nachtweidenweg, West, Dünzlau
Nansenstraße, Etting, Etting West
Fridtjof Nansen (1861–1930), norwegischer Zoologe, Polarforscher, Philanthrop und internationaler Staatsmann. 1922 erhielt er den Friedensnobelpreis für sein Engagement in der Flüchtlingshilfe.
Narzissenstraße, Mailing, Mailing Süd
Narzissen, auch Osterglocken, eine Gattung in der Familie der Amaryllisgewächse.
Neidertshofener Straße, Friedrichshofen-Hollerstauden, Friedrichshofen
Neidertshofen, abgegangenes Dorf auf dem Gebiet des heutigen Ingolstädter Stadtteils Friedrichshofen.
Nelkenstraße, Südost, Ringsee
Nelken, Pflanzengattung in der Familie der Nelkengewächse.
Nestroystraße, West, Gerolfing Süd
Johann Nestroy (1801–1862), österreichischer Schauspieler, Sänger, Dramatiker und Satiriker. Sein Werk ist der literarische Höhepunkt des Alt-Wiener Volkstheaters.
Neubaustraße, Mitte, Altstadt Nordwest
Die Straße erhielt ihren Namen im Zuge des „Neubaus“ der Asamkirche (1732–1736, Haus Nr. 3). Um 1800 sind auch die Bezeichnungen Maltesergasse, Krebswirtgaßl oder Beim Krebswirt nachgewiesen.
Neuburger Straße, Mitte/Friedrichshofen-Hollerstauden
Neuburg an der Donau, Kreisstadt im Landkreis Neuburg-Schrobenhausen.
Neugasse, Mitte, Altstadt Südwest
Die Straße wurde 1863–1864 als eine „neue Gasse“ durch die geschlossene historische Altstadtbebauung gebrochen.
Nibelungenstraße, Mailing, Mailing Süd
Nicolaistraße, Mitte, Im Freihöfl
Carl Nicolai (1810–1849), deutscher Komponist. Bekannt wurde er vor allem durch seine italienisch geprägten Opern und vor allem mit der Oper Die lustigen Weiber von Windsor.
Niederalteicher Straße, Mailing, Feldkirchen
Kloster Niederaltaich, traditionsreiches Benediktinerkloster in Niederbayern. Abt Gozbald (825–855) kam durch Schenkung Kaiser Ludwigs des Deutschen 841 in Besitz des Kammerguts „Ingoldesstat“, zu dem vermutlich auch die Feldkirchener Filialkirche St. Maria gehörte.
Niederfelder Straße, Südost, Rothenturm
Verbindungsstraße zwischen den Ingolstädter Stadtteilen Rothenturm und Niederfeld.
Niederstimmer Straße, Südost, Rothenturm
Verbindungsstraße zwischen dem Ingolstädter Stadtteil Rothenturm und Niederstimm, einem Ortsteil des Marktes Manching im Landkreis Pfaffenhofen.
Niemeser Straße, Nordost, Josephsviertel
Niemes, Kleinstadt in Nordböhmen (heute zu Tschechien).
Nikolsburger Straße, Oberhaunstadt, Oberhaunstadt
Nikolsburg, Kleinstadt in Südmähren (heute zu Tschechien).
Nobelstraße, Oberhaunstadt, Müllerbadsiedlung
Alfred Nobel (1833–1896), schwedischer Chemiker, Erfinder des Dynamits und Stifter des Nobelpreises.
Nordzufahrt, Nordwest, Auto-Union-Bezirk
Nördliche Ringstraße, Nordwest/Mitte
Nürnberger Straße, Nordost, Josephsviertel
Nusserstraße, Oberhaunstadt, Unterhaunstadt
Ludwig Nusser (1857–1915), Domkapitular in Eichstätt, Komponist.

## O
Oberbürgermeister-Kroher-Straße, Nordost, Schlachthofviertel
Jakob Kroher (1863–1958), 1896–1920 Bürgermeister (ab 1918 Oberbürgermeister) von Ingolstadt.
Oberer Graben, Mitte, Altstadt Nordwest
Die Straße verläuft hinter dem westlichen bzw. nordwestlichen Abschnitt der mittelalterlichen Stadtmauer. Ihre Bezeichnung bezieht sich auf den heute eingeebneten Stadtgraben (siehe auch Unterer Graben).
Oberer Grasweg, Nordost, Josephsviertel
Oberer Taubentalweg, Nordost, Schlachthofviertel/Konradviertel
Taubental, historischer Flurname mit der Bedeutung „ödes“ oder „verwildertes Tal“.
Oberfeldstraße, Südwest, Neu-Haunwöhr
Oberfeldweg, Südwest, Neu-Haunwöhr
Oberringstraße, Südwest, Neu-Haunwöhr
Oberschüttweg, Mitte, Probierlweg
Oberstimmer Straße, Süd, Zuchering Süd
Reststück der ehemaligen Verbindungsstraße zwischen dem Ingolstädter Stadtteil Zuchering und Oberstimm, heute ein Ortsteil des Marktes Manching im Landkreis Pfaffenhofen.
Ochsenangerweg, West, Irgertsheim
Ochsenmühle, Friedrichshofen-Hollerstauden, Friedrichshofen, Ochsenmühle
Ochsenmühlstraße, Friedrichshofen-Hollerstauden, Friedrichshofen
Odilostraße, Südost, Kothau
Odilo (715–748), Herzog des Stammesherzogtums Baiern.
Oefelestraße, Südwest, Bahnhofsviertel
Andreas Felix von Oefele (1706–1780), deutscher Historiker und Bibliothekar, der an der Universität Ingolstadt studierte.
Onckenweg, Friedrichshofen-Hollerstauden, Hollerstauden
Orbanstraße, Südwest, Alt-Haunwöhr
Ferdinand Orban (1655–1732), deutscher Jesuit und Gelehrter, der von 1722 bis zu seinem Tode 1732 in Ingolstadt wirkte. Auf seine Initiative hin wurde ab 1725 der so genannte Orban-Saal des ehemaligen Jesuitenklosters errichtet, der eine reiche naturwissenschaftliche und historische Sammlung beherbergte, die Orban im Laufe seines Lebens erworben hatte.
Orchideenstraße, West, Gerolfing Süd
Orlandostraße, Nordwest, Piusviertel
Osianderstraße, Süd, Spitalhof
Andreas Osiander (1498–1552), deutscher Theologe und Reformator.
Oskar-von-Miller-Straße, Nordwest, Auto-Union-Bezirk
Oskar von Miller (1855–1934), deutscher Bauingenieur. Er wurde als Wasserkraftpionier und Begründer des Deutschen Museums bekannt.
Osnabrücker Straße, Südwest, Bahnhofsviertel
Osnabrück, Universitäts- und Bischofsstadt in Niedersachsen. 1643–1648 wurde hier und in Münster der Westfälische Friede ausgehandelt, der das Ende des Dreißigjährigen Krieges markierte.
Ostenbrunnenstraße, Etting, Etting West
Ostergasse, Süd, Zuchering Süd
Ostermairstraße, Südwest, Antonviertel
Franz Xaver Ostermair (1830–1905), Heimatforscher und Gründer des Historischen Vereines Ingolstadt.
Östliche Ringstraße, Mitte, Altstadt Nordost
Osttunnel, Nordwest, Auto-Union-Bezirk
Ostwaldstraße, Oberhaunstadt, Müllerbadsiedlung
Wilhelm Ostwald (1853–1932), deutsch-baltischer Chemiker und Nobelpreisträger.
Ot-Lager-Nord, Nordwest, Auto-Union-Bezirk
Ot-Lager-Ost, Nordwest, Auto-Union-Bezirk
Ot-Lager-West, Nordwest, Auto-Union-Bezirk
Ott-Heinrich-Straße, Südwest, Unsernherrn
Ottheinrich von der Pfalz (1502–1559), Pfalzgraf von Pfalz-Neuburg (1505–1559) und Kurfürst von der Pfalz (1556–1559).
Otto-Hahn-Straße, Mailing, Mailing-Fort Wrede
Otto Hahn (1879–1968), deutscher Chemiker, Pionier der Radiochemie, Entdecker der Kernisomerie und der Kernspaltung des Urans, für deren Erforschung er 1944 mit dem Nobelpreis ausgezeichnet wurde.

## P
Pangartenstraße, West, Pettenhofen
Pappelweg, Friedrichshofen-Hollerstauden, Friedrichshofen
Pappenheimstraße, Mitte, Im Freihöfl
Gottfried Heinrich zu Pappenheim (1594–1632), Graf und Befehlshaber des Reiterregiments der Katholischen Liga im Dreißigjährigen Krieg.
Paracelsusstraße, Mitte, Probierlweg
Theophrastus Bombastus von Hohenheim, genannt Paracelsus (1493–1541), Schweizer Arzt, Alchemist und Mystiker.
Paradeplatz, Mitte, Altstadt Südost
Der Paradeplatz (so bezeichnet seit dem 18. Jahrhundert) der Ingolstädter Garnison vor dem Neuen Schloss hatte im Laufe seiner Existenz eine Reihe unterschiedlicher Namen, u. a. Am Klaffer (13./14. Jahrhundert, nach einem hier bestehenden Röhrenbrunnen) oder Lärmplatz (1345), auf dem sich die Bevölkerung bei Alarm versammelte. Der schmale Platzteil an der Nordflanke des Schlosses wurde im 18. Jahrhundert Beim Ballhaus (nach dem 1945 zerstörten Ballsaal, siehe auch Ballhausgasse) oder Feldkirchentorgasse (nach dem ebenfalls zerstörten Feldkirchener Tor) genannt.
Paradiesgasse, Mitte, Altstadt Nordost
Parkstraße, Mitte, Brückenkopf
Namensgebend war der Stadtpark am südlichen Donau-Ufer, der 1905–1910 nach Plänen von Wilhelm Donaubauer (1866–1949) auf einem ehemaligen Truppenübungsplatz angelegt wurde.
Parlerstraße, Mitte, Gerolfinger Straße
Parler, Familie von bedeutenden Bildhauern und Baumeistern der Hochgotik.
Parreutstraße, Friedrichshofen-Hollerstauden, Friedrichshofen
Johannes Parreut († 1495), deutscher Mediziner und Philosoph.
Pascalstraße, Nordwest, Piusviertel
Pater-Josef-Schmid-Weg, Südwest, Neu-Haunwöhr
Josef Schmid, erster Pfarrer von Haunwöhr und Bauherr der Pfarrkirche Herz-Jesu in der Zeppelinstraße (1950/51, neu erbaut 1961/62).
Paul-Ehrlich-Straße, Mitte, Probierlweg
Paul Ehrlich (1854–1915), deutscher Arzt und Chemiker, Miterfinder der Chemotherapie.
Paul-Gerhardt-Straße, Süd, Unterbrunnenreuth
Paul Gerhardt (1607–1676), deutscher evangelisch-lutherischer Theologe und Kirchenlieddichter.
Paul-Klee-Straße, Südost, Ringsee
Paul Klee (1879–1940), deutsch-schweizerischer Maler.
Paul-Lincke-Straße, Nordwest, Piusviertel
Paul Lincke (1866–1946), deutscher Komponist und Theaterkapellmeister.
Paul-Rauscher-Straße, Etting, Etting West
Peisserstraße, Südost, Monikaviertel
Peringerstraße, Nordost, Am Wasserwerk
Permoserstraße, Nordwest, Herschelstraße
Balthasar Permoser (1651–1732), deutscher Bildhauer des Barock.
Pestalozzistraße, Nordost, Josephsviertel
Johann Heinrich Pestalozzi (1746–1827), Schweizer Pädagoge, Philosoph und Sozialreformer.
Peter-und-Paul-Weg, Oberhaunstadt
Pettenkoferstraße, Südost, Augustinviertel
Max von Pettenkofer (1818–1901), deutscher Chemiker und Hygieniker, der in Lichtenheim (heute zur Gemeinde Weichering) nahe Ingolstadt geboren wurde.
Pettostraße, West, Pettenhofen
Petto, Gründer und Namensgeber des heutigen Stadtteils Pettenhofen.
Pfälzer Straße, Südwest, Unsernherrn
Kurpfalz, historische Bezeichnung für das früher von den Pfalzgrafen bei Rhein beherrschte Territorium, das heute den Bundesländern Baden-Württemberg, Rheinland-Pfalz, Hessen, Bayern, Saarland sowie der heute zu Frankreich gehörigen Region Elsass zugeordnet ist.
Pfarrer-Dorr-Straße, Etting, Etting-Ost
Pfarrer-Hartinger-Straße, West, Mühlhausen
Pfarrer-Hausner-Straße, West, Pettenhofen
Pfarrer-Knogler-Straße, Südwest, Hundszell, Knoglersfreude
Gabriel Knogler (1759–1838), bayerischer Benediktinermönch, Naturforscher und Politiker. Auf dem Grund, den Anfang des 19. Jahrhunderts westlich von Hundszell erwarb, entstand eine kleine Kolonie, die ihm zu Ehren Knoglersfreude genannt wurde.
Pfarrer-Rotter-Straße, Etting, Etting-West
Pfarrer-Warganz-Straße, West, Gerolfing Süd
Josef Warganz (1926–2002), römisch-katholischer Pfarrer in Gerolfing (1964–1994).
Pfarrer-Zankl-Straße, Etting, Etting-West
Joseph Zankl, ehemals Pfarrer in Etting.
Pfarrgasse, Mitte, Altstadt Nordost
Die Gasse verläuft nördlich und nordöstlich der ältesten Ingolstädter Pfarrkirche St. Moritz, die auch „Untere Pfarr“ genannt wird. Ihr und dem an der Straße gelegenen Pfarrhaus (Nr. 1) verdankt die Gasse ihren Namen. Ältere Bezeichnungen sind Pfaffengäßl beim Zehenthof (17. Jahrhundert, nach dem Zehnthof, der sich einst im heutigen Pfarrhaus befand), Kaplangäßl (18. Jahrhundert) und Postgaßl (19. Jahrhundert), nach dem ehemaligen Postamt an der Ludwigstraße (Nr. 6).
Pfauenweg, West, Gerolfing Süd
Pfingstäckerweg, Friedrichshofen-Hollerstauden, Friedrichshofen
Pfingstäcker, historischer Flurname. Das Bestimmungswort weist auf eine Nutzung des Ackers ab Pfingsten oder auf zu diesem Zeitpunkt fällige Zahlungsverpflichtungen der Bewirtschafter hin.
Pfingstrosenstraße, Mailing, Mailing Süd
Gemeine Pfingstrose, Pflanzenart aus der Gattung der Pfingstrosen.
Pfitznerstraße, Nordwest, Piusviertel
Hans Pfitzner (1869–1949), deutscher Komponist und Dirigent.
Philipp-Reis-Straße, Süd, Zuchering Süd
Philipp Reis (1834–1874), deutscher Physiker und Erfinder.
Physikumstraße-Nord, Nordwest, Auto-Union-Bezirk
Physikumstraße-Süd, Nordwest, Auto-Union-Bezirk
Physikumstraße-West, Nordwest, Auto-Union-Bezirk
Pilothallenstraße-Ost, Nordwest, Auto-Union-Bezirk
Pilothallenstraße-Süd, Nordwest, Auto-Union-Bezirk
Pilothallenstraße-West, Nordwest, Auto-Union-Bezirk
Pionierstraße, Mailing, Feldkirchen
Pirolweg, Südwest, Unsernherrn
Pirol, Singvogel aus der Familie der Pirole.
Plankstraße, Südwest, Am Südfriedhof
Rudolf Plank (1886–1973), russischstämmiger deutscher Ingenieur, Kälteforscher und Begründer der wissenschaftlichen Kältetechnik.
Plümelstraße, Südwest, Am Südfriedhof
Johannes Plümel (um 1455-nach 1508), deutscher Theologe und ab 1506 Rektor der Universität Ingolstadt.
Plunderweg, Südost, Rothenturm
Plüschowstraße, Südwest, Alt-Haunwöhr
Gunther Plüschow (1886–1931), Offizier der Kaiserlichen Marine, der als „Flieger von Tsingtau“ bekannt wurde.
Poccistraße, Oberhaunstadt, Müllerbadsiedlung
Franz Graf von Pocci (1807–1876), deutscher Zeichner, Schriftsteller und Musiker.
Pointweg, West, Dünzlau
Der Flurname „Point“ ist eine mundartliche Form des Begriffes „Peunt“, der ein eingezäuntes, zum Anbau besonderer Pflanzen bestimmtes Grundstück bezeichnet.
Pöllstraße, Mailing, Mailing Nord
Poppenstraße, Mitte, Altstadt Südwest
Popp, Ingolstädter Bierbrauerfamilie, die ihren Betrieb im so genannten „Poppenbräu-Anwesen“ (Haus Nr. 1) hatte.
Porschestraße, Etting, Etting West
Ferdinand Porsche (1875–1951), österreichischer Autokonstrukteur und Schöpfer des VW Käfer.
Prachatitzer Straße, Süd, Unterbrunnenreuth
Prachatitz, Kleinstadt in Südböhmen (heute zu Tschechien).
Preysingstraße, Mitte, Altstadt Südwest
Primelstraße, Mailing, Mailing Nord
Primeln, Pflanzengattung aus der Familie der Primelgewächse.
Prinz-Eugen-Straße, Südwest, Am Südfriedhof
Eugen von Savoyen (1663–1736), österreichischer Feldherr.
Prinz-Franz-Straße, Südwest, Bahnhofsviertel
Franz Maria Luitpold Prinz von Bayern (1875–1957), bayerischer Prinz aus dem Hause Wittelsbach und Generalmajor der Bayerischen Armee.
Prinz-Heinrich-Straße, Südwest, Bahnhofsviertel
Heinrich von Bayern (1884–1916), Prinz von Bayern aus dem Hause Wittelsbach und Offizier der bayerischen Armee im Ersten Weltkrieg.
Prinz-Leopold-Straße, Südwest, Bahnhofsviertel
Prinz Leopold von Bayern (1846–1930), bayerischer Prinz aus dem Hause Wittelsbach und deutscher Generalfeldmarschall.
Probierlweg (Mitte, Probierlweg)
Der Name verweist auf den ehemaligen städtischen Schießplatz (siehe auch Schießstattweg), wo die Bevölkerung den Gebrauch von Schusswaffen „probierte“.
Probststraße, Südwest, Hundszell
Alois Probst, Pfarrer von Unsernherrn und Bauherr der Filialkirche St. Maria in Hundszell (erbaut 1912–1914), die an der Straße liegt.
Proviantstraße, Mitte, Altstadt Nordost
Die Straße wurde nach dem 1762 erwähnten „Churfürstlichen Proviant Magazins-Gebau“ benannt, das für die Versorgung der Garnison verantwortlich war; davon zeugt noch die ehemalige Kriegsbäckerei (Haus Nr. 1). Der nördliche Straßenabschnitt (ab der Einmündung Sebastianstraße) trug früher die Bezeichnungen Blaue Löwenwirthsgasse oder Beim blauen Löwenwirth (nach dem gleichnamigen Wirtshaus im Anwesen Nr. 12); der südliche Straßenabschnitt hieß in der zweiten Hälfte des 19. Jahrhunderts auch Bei der protestantischen Kirche (nach der Matthäuskirche) an der Schrannenstraße.
Prunnthalerstraße, Mitte, Gerolfinger Straße
Prunnthaler, auch Brunnthaler, Ingolstädter Baumeisterfamilie des Barock und Rokoko.
Puttgasse, Südwest, Neu-Haunwöhr
Die Gasse verdankt ihren Namen der Flurbezeichnung „Putt“, was „Erdloch“ oder „Grube“ bedeutet.

## Q
Quartanusstraße, Etting, Etting Ost
Heiliger Quartanus, christlicher Wandermissionar und einer der „Heiligen Drei Elenden“, deren Reliquien in der Ettinger Pfarrkirche St. Michael aufbewahrt werden.

## R
Raiffeisenplatz, West, Irgertsheim
Friedrich Wilhelm Raiffeisen (1818–1888), deutscher Sozialreformer und Kommunalbeamter. Er gehört zu den Gründern der genossenschaftlichen Bewegung in Deutschland.
Raiffeisenstraße, West, Irgertsheim
Siehe Raiffeisenplatz.
Raimundstraße, West, Gerolfing Süd
Rankestraße, Südwest, Antonviertel
Rappenbaumweg, West, Irgertsheim
Das mundartlich umgeformte Bestimmungswort dieses Flurnamens ist vermutlich mit „Rabe“ zu übersetzen.
Rathausplatz, Mitte, Altstadt Südost
Der Platz ist seit dem Mittelalter das administrative Zentrum der Stadt und war lange Zeit Ort des größten Marktes. Hier befand sich neben dem Alten Rathaus auch der Salzstadel, das zentrale Lagergebäude der Stadt für Salz, wodurch sich auch die bis um 1800 gebräuchliche Bezeichnung Salzmarkt erklärt. Nach der Errichtung des Gouvernementsgebäudes 1873/74 an der Nordostflanke hieß er bis zum Zweiten Weltkrieg Gouvernementsplatz. Die beiden letztgenannten Gebäude sowie das Alte Stadttheater wurden 1945 zerstört und die Ruinen in der Nachkriegszeit mit dem Neuen Rathaus und einem Bankgebäude überbaut.
Rathenaustraße, Südwest, Neu-Haunwöhr
Walther Rathenau (1867–1922), deutscher Industrieller, Schriftsteller und unter Reichskanzler Hermann Müller Außenminister der Weimarer Republik.
Rathgeberstraße, Nordwest, Piusviertel
Valentin Rathgeber (1682–1750), deutscher Komponist und Organist des Barock.
Rathstraße, Etting, Etting Ost
Rebgartenstraße, West, Irgertsheim
Rechbergstraße, Mitte, Altstadt Nordost
Anton Graf von Rechberg und Rothenlöwen (1776–1837), bayerischer General.
Regensburger Straße, Nordost/Mailing
Regerstraße, Nordwest, Gabelsbergerstraße
Max Reger (1873–1916), deutscher Komponist, Dirigent und Pianist.
Regimentstraße, Mitte, Brückenkopf
Rehweg, Mitte, Probierlweg
Reichenaustraße, Mailing, Feldkirchen
Reichenstetterstraße, Mailing, Mailing Süd
Reigersbergstraße, Südwest, Neu-Haunwöhr
Heinrich Alois Graf von Reigersberg (1770–1865), Jurist und königlich-bayerischer Justizminister (1817–1825).
Reiherweg, Etting, Etting Ost
Reinlestraße, Mailing, Mailing Süd
Reisacherstraße, Oberhaunstadt, Müllerbadsiedlung
Reisacher, bayerisches Adelsgeschlecht, das im Hochmittelalter durch die Bischöfe von Eichstätt mit Besitztümern in Oberhaunstadt belehnt wurde.
Reisserstraße, Südwest, Am Südfriedhof
Reitergassl, Süd, Zuchering Nord
Reiterkasernstraße, Mitte, Altstadt Südost
Namensgebend für die früher auch als Constablergäßl bezeichnete Straße war die ehemalige Reiterkaserne (Hallstraße 6).
Reitschulgasse, Mitte, Altstadt Südost
Retzackerweg, West, Irgertsheim
Retzbachweg, Etting, Etting Ost
Retzbach, Bach im Süden von Etting.
Reuchlinstraße, Südwest, Antonviertel
Johannes Reuchlin (1455–1522), deutscher Philosoph und Humanist.
Reußstraße, Mitte, Probierlweg
Reuthlingerstraße, Friedrichshofen-Hollerstauden, Friedrichshofen
Rheinbergerstraße, Nordwest, Piusviertel
Josef Gabriel Rheinberger (1839–1901), deutscher Komponist und Musikpädagoge.
Rheinpfalzstraße, Friedrichshofen-Hollerstauden, Friedrichshofen
Rheinpfalz, alter Name für die südwestdeutsche Region Pfalz.
Ricarda-Huch-Straße, West, Gerolfing Süd
Ricarda Huch (1864–1947), deutsche Dichterin, Philosophin und Historikerin.
Richard-Strauss-Straße, Nordwest, Richard-Strauss-Straße
Richard Strauss (1864–1949), deutscher Komponist und Dirigent.
Richard-Wagner-Straße, Nordwest, Herschelstraße
Richard Wagner (1813–1883), berühmter deutscher Komponist, Dramatiker und Dirigent.
Richterstraße, Nordost, Am Wasserwerk
Richthofenstraße, Südwest, Alt-Haunwöhr
Manfred von Richthofen (1892–1918), genannt „Der Rote Baron“, deutscher Jagdflieger und Fliegerass im Ersten Weltkrieg.
Riedmühle, Etting, Etting Ost
Riedmühle, Einzelhof südlich des Stadtteils Etting.
Riedmühlweg, Etting, Etting Ost
Siehe Riedmühle.
Riedweg, Etting, Etting Ost
Rieglerstraße, Süd, Unterbrunnenreuth
Ludwig Riegler, erster Siedler der neu gegründeten Kolonie Unterbrunnenreuth im Jahre 1816.
Riehlstraße, Mitte, Probierlweg
Riezlerstraße, Südwest, Am Südfriedhof
Siegmund Riezler (1843–1927), deutscher Geschichtsforscher und Archivar.
Rilkestraße, Nordost, Am Wasserwerk
Rainer Maria Rilke (1875–1926), österreichischer Autor und Lyriker.
Ringlerstraße, Nordost, Gewerbegebiet Nordost
Ringseestraße, Südost, Antonviertel
Der Name erinnert an die Flur Ringsee, eine häufig überflutete, kreisförmige Feuchtwiesenfläche zwischen den Altarmen der Donau, die durch die Begradigung der Donau zunehmend austrocknete und beim Bau der Paartalbahn 1872–1875 schließlich völlig verschwand. Auch im Namen des 1897 gegründeten Ortes Ringsee hat sich die alte Bezeichnung erhalten.
Ritterspornstraße, Gerolfing, Gerolfing Süd
Rittersporne, Pflanzengattung aus der Familie der Hahnenfußgewächse.
Robert-Bosch-Straße, Südost, Gewerbegebiet Südost
Robert Bosch (1861–1942), deutscher Industrieller.
Robert-Koch-Straße, Süd, Unterbrunnenreuth
Robert Koch (1843–1910), deutscher Mediziner, Mikrobiologe und Nobelpreisträger.
Rodendornweg, Südost, Rothenturm
Rodendorn, historische Form des Ortsnamens Rothenturm. Das Grundwort „dorn“ ist eine mundartliche Form von althochdeutsch „thurn“ (Dorn), das Bestimmungswort „roden“ (von althochdeutsch „rothen“) bedeutet Ausrodung. Gemeint ist also eine Siedlungsfläche, die durch Rodung von Dornensträuchern urbar gemacht wurde.
Roderstraße, Nordost, Gewerbegebiet Nordost
Albert Roder (1896–1970), deutscher Motorradkonstrukteur.
Rohrbachstraße, Mitte, Gerolfinger Straße
Rohrmühle, Etting, Etting Ost
Rohrmühle, ehemalige Mühle südlich des Stadtteils Etting. Das Bestimmungswort lässt sich aus mittelhochdeutsch „rör“ (Röhricht) erschließen und verweist auf das sumpfige Gelände am Retzgraben.
Rollerstraße, Mitte, Probierlweg
Römerstraße, Nordost, Am Wasserwerk
Röntgenstraße, Oberhaunstadt, Müllerbadsiedlung
Wilhelm Conrad Röntgen (1845–1923), deutscher Physiker und Entdecker der Röntgenstrahlen.
Roritzerstraße, Mitte, Gerolfinger Straße
Roritzer, Regensburger Baumeisterfamilie der Spätgotik.
Rosa-Käfferlein-Straße, Süd, Unterbrunnenreuth
Roseggerstraße, Nordost, Schubert & Salzer-Bezirk
Peter Rosegger (1843–1918), österreichischer Schriftsteller.
Roseneckstraße, Mitte, Altstadt Südwest
Die Straße erhielt ihren Namen von der Badestube „Rosenbad“, die sich im Mittelalter an Stelle des heutigen Anwesens Nr. 2 befand.
Rosenschwaigstraße, Süd, Hagau
Die Straße führt von Hagau zur Rosenschwaige auf dem Gemeindegebiet von Weichering. Der Name bezeichnet einen Schwaighof für die Pferdezucht (von mittelhochdeutsch „ros“, Ross).
Rosenstraße, Südost, Ringsee
Rosenwirth, Südost, Niederfeld
Rosmarinweg, West, Gerolfing Süd
Rosmarin, immergrüner Halbstrauch aus der Familie der Lippenblütler.
Rossinistraße, Nordwest, Piusviertel
Gioachino Rossini (1792–1868), italienischer Komponist.
Roßlettenstraße, Südwest, Hundszell, Knoglersfreude
Roßletten, ein Gelände mit lehmhaltigen Böden, auf dem sich früher eine Grube zum Rösten von Flachs befand.
Roßmühlstraße, Mitte, Altstadt Südost
Die Straße wurde bei ihrer Anlage 1951/1952 nach der zum Neuen Schloss gehörigen „Roßmühle“ benannt, die an der Straße liegt.
Rothenturmer Straße, Südost, Rothenturm/Niederfeld
Rothenturm, Weiler und Stadtteil von Ingolstadt.
Rotkehlchenstraße, Süd, Unterbrunnenreuth
Rotkehlchen, Vogelart aus der Familie der Fliegenschnäpper.
Rotmarstraße, Südwest, Antonviertel
Valentin Rotmar († 1580), bayerischer Chronist.
Rottalerstraße, Mitte, Gerolfinger Straße
Rottenhammerstraße, Südost, Kothau
Johannes Rottenhammer (1564–1625), deutscher Maler und Freskant des Frühbarock.
Rückertstraße, Nordost, Schubert & Salzer-Bezirk
Friedrich Rückert (1788–1866), deutscher Dichter.
Rudolf-Heine-Straße, Süd, Spitalhof
Ruedererstraße, Oberhaunstadt, Müllerbadsiedlung
Josef Ruederer (1861–1915), deutscher Schriftsteller.
Rundstraße, Süd, Zuchering Nord
Rupertistraße, West, Gerolfing Süd
Heiliger Rupert von Salzburg (um 650–718), Bischof und Patron der Gerolfinger Pfarrkirche, die an der Straße steht.
Rupprecht-Heller-Straße, Südost, Kothau
Ruschenweg, Nordost, Gewerbegebiet Nordost

## S
Saazer Straße, Südost, Monikaviertel
Saaz, Kleinstadt in Nordböhmen.
Sacherstraße, Friedrichshofen-Hollerstauden, Hollerstauden
Saindllohstraße, Südwest, Am Südfriedhof
Saindlloh, historischer Flurname, der ein Überschwemmungsgebiet („Lohe“) mit Weidenruten (von „Zain“ bzw. dem Diminutiv „Zainel“) beschreibt.
Salbeistraße, Süd, Zuchering Süd
Salbei, Pflanzengattung aus der Familie der Lippenblütler.
Salierstraße, Südost, Kothau
Salier, fränkisches Adelsgeschlecht im 10. bis 12. Jahrhundert.
Sälzlstraße, Friedrichshofen-Hollerstauden, Hollerstauden
Gregor Sälzl, Ingolstädter Festungsmaurermeister des 18. Jahrhunderts.
Sambergerstraße, Südost, Augustinviertel
Leo Samberger (1861–1949), deutscher Porträtmaler aus Ingolstadt.
Samhof, Friedrichshofen-Hollerstauden, Hollerstauden, Samhof
Seit 1416 bezeugter Gutshof. Der Name leitet sich von dem Begriff „Saum“ her, einer Grasfläche an der Grenze zwischen Äckern und Wiesen, auf der häufig ein Weg verläuft. In diesem Fall bezeichnet „Saum“ auch die ehemalige Gemeindegrenze zwischen Ingolstadt und Gerolfing.
Samhofer Weg, Mitte, Gerolfinger Straße
Teilstück der Verbindungsstraße zum Samhof.
Samholz, Südwest, Hundszell
Weiler westlich des Stadtteils Knoglersfreude.
Sanddornstraße, Gerolfing, Gerolfing Nord
Sanddorn, eine Pflanzenart aus der Familie der Ölweidengewächse.
Sandrachweg, Südwest, Unsernherrn
Sandrach, kleiner Nebenfluss der Paar, der südlich der Straße verläuft.
Sandrartstraße, Südost, Augustinviertel
Joachim von Sandrart d. Ä. (1606–1688), deutscher Maler, Kupferstecher, Kunsthistoriker und Übersetzer.
Sandstraße, Südwest, Unsernherrn
Sandtnerstraße, Südost, Augustinviertel
Jakob Sandtner, Straubinger Drechslermeister, der 1572 ein Modell der Stadt Ingolstadt anfertigte.
Sankt-Andreas-Straße, West, Dünzlau
Heiliger Andreas, Apostel und Patron der Dünzlauer Filialkirche, die an der Straße liegt.
Sankt-Blasius-Straße, Süd, Zuchering Süd
Heiliger Blasius von Sebaste († um 316), Bischof, Märtyrer und Patron der Pfarrkirche von Zuchering, die sich an der Straße befindet.
Sankt-Martins-Platz, Mailing, Mailing Süd
Siehe Martinsplatz.
Sankt-Michael-Straße, Etting, Etting West
Heiliger Michael, Erzengel und Patron der Ettinger Pfarrkirche, die an der Kreuzung mit der Kipfenberger Straße liegt.
Sankt-Wendelin-Straße, West, Irgertsheim
Heiliger Wendelin, christlicher Missionar und Patron der Irgertsheimer Pfarrkirche, die an der Straße liegt.
Sartoriusstraße, Nordost, Konradviertel
Sattlerstraße, West, Gerolfing Nord
Sauerstraße, Mitte, Altstadt Südwest
Karl Theodor von Sauer (1834–1911), Militärschriftsteller und zwischen 1887 und 1895 Festungsgouverneur in Ingolstadt. Früher war die Straße auch als Kumpfengasse und Jungbräugasse (nach dem Brauerei-Anwesen im Haus Nr. 2) bekannt.
Saumweg, West, Dünzlau
Ehemaliger Saumpfad nördlich von Dünzlau.
Saumwiesenweg, West, Mühlhausen
Saumwiesen, alter Flurname, der einen schmalen Wiesenstreifen (Saum) am östlichen Ortsrand von Mühlhausen bezeichnet.
Savignystraße, Südwest, Neu-Haunwöhr
Friedrich Carl von Savigny (1779–1861), deutscher Rechtsgelehrter und Kronsyndikus, Begründer der Historischen Rechtsschule.
Schäferstraße, West, Gerolfing Nord
Namensgebend war der Berufsstand der Schäfer.
Schäffbräustraße, Mitte, Altstadt Südwest
Die ehemalige Brauerei „Schäffbräu“ (Haus Nr. 3) gab der Straße ihren Namen. Die ältere Bezeichnung St. Georgsgasse bezog sich auf das Patrozinium des hier einst ansässigen Ursulinenklosters, das im Zuge der Säkularisation aufgelöst und Ende des 19. Jahrhunderts abgebrochen wurde.
Schäfflerstraße, Oberhaunstadt, Müllerbadsiedlung
Schanzer Weg, Mitte, Probierlweg
Siehe Auf der Schanz.
Scharnhorststraße, Südwest, Am Südfriedhof
Gerhard von Scharnhorst (1755–1813), preußischer General und Heeresreformer.
Schatzgerstraße, Mitte, Gerolfinger Straße
Caspar Schatzger (1463/64–1527), Franziskanerpater und Theologe, der an der Universität Ingolstadt studierte.
Schaumühle, West, Gerolfing Nord, Schaumühle
Schaumühle, Mühle an der Schutter nordöstlich des Stadtteils Gerolfing.
Scheelestraße, Südost, Gewerbegebiet Südost
Carl Wilhelm Scheele (1742–1786), deutsch-schwedischer Apotheker und Chemiker, Entdecker des Sauerstoffs.
Scheffelstraße, Nordost, Josephsviertel
Joseph Victor von Scheffel (1826–1886), deutscher Schriftsteller und Dichter.
Scheinerstraße, Südwest, Antonviertel
Christoph Scheiner (1573–1650), Jesuitenpater und Astronom, der zwischen 1610 und 1617 in Ingolstadt wirkte.
Schellingstraße, Mailing, Feldkirchen
Friedrich Wilhelm Joseph Schelling (1775–1854), Philosoph des deutschen Idealismus.
Schenkendorfstraße, Nordost, Am Wasserwerk
Max von Schenkendorf (1783–1817), deutscher Schriftsteller.
Schererstraße, Nordost, Am Wasserwerk
Schergweg, Süd, Spitalhof
Georg Scherer (1540–1605), österreichischer Jesuit und Gegenreformator.
Scherzerstraße, Nordwest, Gabelsbergerstraße
Adolf Scherzer (1815–1864), Militärmusiker und Schöpfer des „Bayerischen Defiliermarsches“. Er war als Musikmeister des 7. Infanterieregiments mehrere Jahre in Ingolstadt stationiert.
Schießstattweg, Mitte, Probierlweg
Der Name bezeichnet den Ort des ehemaligen Schießplatzes, auf dem die Bürger den Gebrauch von Schusswaffen für den Verteidigungsfall übten.
Schillerbrücke, Nordost/Südost
Friedrich Schiller (1759–1805), einer der bedeutendsten deutschen Dichter und Dramatiker.
Schillerstraße, Nordost
Siehe Schillerbrücke.
Schlegelstraße, West, Gerolfing Nord
Friedrich Schlegel (1772–1829), deutscher Philosoph und Literaturhistoriker, einer der Begründer der modernen Geisteswissenschaft.
Schlehenweg, West, Gerolfing Nord
Schlehdorn, Strauchart aus der Familie der Rosengewächse.
Schleifmühlgasse, Mitte, Altstadt Südwest
Siehe Bei der Schleifmühle.
Schlichtmühle, Etting, Etting West, Schlichtmühle
Schlichtmühle, Mühle am Retzgraben südlich des Stadtteils Etting.
Schlichtstraße, Etting, Etting West
Schloßgasse, Etting, Etting West
Die Gasse führt auf das ehemalige Hofmarksschloss „Drachenfels“ (heute Gaststätte) zu.
Schloßlände, Mitte, Altstadt Südost
Der ehemalige Schiffslandeplatz an der Donau hat seinen Namen vom nahe gelegenen Neuen Schloss. Das Pendant ist die Donaulände (ehemals Pionierlände) am südlichen Flussufer.
Schlüsselblumenstraße, West, Gerolfing Nord
Schlüterstraße, Nordwest, Richard-Strauss-Straße
Andreas Schlüter (1664–1714), preußischer Architekt und Bildhauer.
Schmalkaldenstraße, Mitte, Probierlweg
Caspar Schmalkalden (um 1617-nach 1668), deutscher Soldat in holländischen Diensten, Verfasser mehrerer historisch bedeutender Berichte über Reisen nach Südamerika und Ostindien.
Schmalzingergasse, Mitte, Altstadt Nordost
Ihren Namen verdankt die Gasse der ehemaligen Brauerei „Schmalzingerbräu“ im heutigen Anwesen Ludwigstraße 15.
Schmellerstraße, Mitte, Probierlweg
Schmidtmühlweg, Mailing, Mailing Fort Wrede, Schmidtmühle
Schmidtmühle, Mühle am Augraben nördlich des Stadtteils Feldkirchen.
Schmiedgasse, West, Pettenhofen
Schneiderbauerstraße, Südwest, Bahnhofsviertel
Schneller Weg, Nordwest, Auto-Union-Bezirk
Flurname Im Schneller, regionaler Name für Klatschmohn
Schnepfenweg, West, Pettenhofen
Schnepfenvögel, Vogelfamilie aus der Ordnung der Regenpfeiferartigen.
Schnitzlerstraße, Süd, Unterbrunnenreuth
Arthur Schnitzler (1862–1931), österreichischer Erzähler und Dramatiker.
Schoberstraße, Nordost, Am Wasserwerk
Schollstraße, Nordost, Am Wasserwerk
Schölnhammerstraße, Nordost, Am Wasserwerk
Schönbergstraße, Nordwest, Richard-Strauss-Straße
Arnold Schönberg (1874–1951), österreichischer Komponist und Musiktheoretiker.
Schöne Au, West, Pettenhofen
Schrammstraße, Nordost, Am Wasserwerk
Schrannenstraße, Mitte, Altstadt Nordost
Die namensgebende Schranne befindet sich, 1926 zum Wohn- und Geschäftshaus umgebaut, an der Einmündung in die Harderstraße.
Schrobenhausener Straße, Südwest
Teilstück der alten Landstraße nach Schrobenhausen.
Schröplerstraße, Südost, Kothau
Gustav Schröpler (1830–1901), Ingolstädter Kunstmaler, der zahlreiche Ansichten seiner Heimatstadt schuf.
Schubertstraße, Nordwest
Franz Schubert (1797–1828), österreichischer Komponist.
Schulstraße, Mitte, Altstadt Nordwest
Die Ingolstädter Münsterpfarrei unterhielt hier eine Schule, die auch der Straße ihren Namen gab.
Schultheißstraße, Friedrichshofen-Hollerstauden, Friedrichshofen
Friedrich Schultheiß (1791–1864), Ingolstädter Regimentsquartiermeister und Gründer der Kolonie Friedrichshofen.
Schulweg, Oberhaunstadt
Schumannstraße, Nordwest, Gabelsbergerstraße
Schustergaßl, West, Mühlhausen
Schütterlettenweg, Südost, Am Auwaldsee
Schütterletten, historischer Flurname, der ein Schwemmgebiet („Schütt“) der Donau aus lehmhaltiger Erde („Letten“) bezeichnet.
Schutterstraße, Mitte, Altstadt Südost
Namensgebend war das Flüsschen Schutter, das bis zu seiner Kanalisierung entlang der Straße floss.
Schützstraße, Nordwest, Gabelsbergerstraße
Heinrich Schütz (1585–1672), deutscher Komponist des Frühbarock.
Schwäblstraße, Nordost, Augustinviertel
Franz Schwäbl (1890–1961), Architekt und Stadtbaurat in Ingolstadt.
Schwalbenweg, Südwest, Unsernherrn
Schwanenstraße, West, Gerolfing Nord
Schwanthalerstraße, Mitte, Gerolfinger Straße
Ludwig Schwanthaler (1802–1848), bayerischer Bildhauer des Klassizismus und Schöpfer der „Bavaria“ auf der Münchener Theresienwiese.
Schwarzdornstraße, Mailing, Feldkirchen
Schwarzdorn oder auch Schlehdorn, Strauchart aus der Familie der Rosengewächse.
Schwarzenbergstraße, Südwest, Neu-Haunwöhr
Johann von Schwarzenberg (1463–1528), Hofmeister des Erzbischofs von Bamberg und Verfasser der „Bambergischen Halsgerichtsordnung“.
Schwedenstraße, Südwest, Bahnhofsviertel
Schwester-Sebaldina-Straße, West, Gerolfing Süd
Sebastian-Franck-Straße, Süd, Spitalhof
Sebastian Franck (1499–1542/1543), der bedeutendste mystische Schriftsteller des 16. Jahrhunderts.
Sebastian-Kneipp-Straße, Mitte, Probierlweg
Sebastian Kneipp (1821–1897), bayerischer römisch-katholischer Priester und Hydrotherapeut.
Sebastianstraße, Mitte, Altstadt Nordost
Ihren Namen verdankt die Straße der Sebastianskirche des ehemaligen Pestfriedhofs, die sich in der Straße befindet.
Seckendorffstraße, Südwest, Am Südfriedhof
Seehofer Straße, Süd, Zuchering Nord
Teilstück der Verbindungsstraße in den Stadtteil Seehof.
Seeholzerstraße, Südost, Augustinviertel
Leonhard Seeholzer, Ingolstädter Lustgärtner des 18. Jahrhunderts.
Seemillerstraße, Südwest, Antonviertel
Sebastian Seemiller (1752–1798), Augustiner-Chorherr und Professor an der Universität Ingolstadt.
Seerosenweg, Süd, Hagau
Seeweg, Süd, Zuchering Nord
Nach einem Baggersee, der in den 1990er Jahren mit Erdaushub verfüllt und trockengelegt wurde.
Seewiesenweg, Süd, Hagau, Rosenschwaige
Seidelbaststraße, Mailing, Mailing Nord
Seidelbast oder Daphne, Gattung in der Familie der Seidelbastgewächse.
Seidlstraße, Mitte, Gerolfinger Straße
Seilerstraße, Süd, Unterbrunnenreuth
Semmelmühlweg, West, Gerolfing Nord
Semmelmühle, eine ehemalige Mahlmühle an der Schutter.
Semmerseeweg, Oberhaunstadt, Unterhaunstadt
Senefelderstraße, Nordwest, Auto-Union-Bezirk
Alois Senefelder (1771–1834), österreichischer Schauspieler, Theaterschriftsteller und Erfinder der Lithografie.
Senflstraße, Nordwest, Piusviertel
Ludwig Senfl (1486–1542/1543), deutsch-schweizerischer Komponist.
Sickingenstraße, Südwest, Neu-Haunwöhr
Siedlungsstraße, Süd, Zuchering Süd
Nach der Eigenheimsiedlung, die dort ab 1968 entstand.
Siegertstraße, Oberhaunstadt, Unterhaunstadt
Siemensstraße, Nordost, Gewerbegebiet Nordost
Werner Siemens (1816–1892), deutscher Erfinder, Industrieller und Begründer der Elektrotechnik.
Silberwurzstraße, Mailing, Mailing Nord
Silberwurz, Rosenart aus der Gattung der Dryas.
Silesiusstraße, Südwest, Hundszell
Angelus Silesius (1624–1677), religiöser Dichter des deutschen Barock.
Simon-Mayr-Straße, Nordwest, Nordbahnhof
Johann Simon Mayr (1763–1845), ein deutscher Komponist und Musiklehrer, der in Ingolstadt studierte.
Simone-Weil-Straße, Friedrichshofen-Hollerstauden, Hollerstauden
Simone Weil (1909–1943), französische Anarchistin, Philosophin und Mystikerin.
Simone-de-Beauvoir-Straße, Friedrichshofen-Hollerstauden, Hollerstauden
Simone de Beauvoir (1908–1986), französische Schriftstellerin, Philosophin und Feministin.
Söhrstraße, Oberhaunstadt
Joseph Maria Söhr († 1813), Pfarrer von Oberhaunstadt und erster Ortschronist.
Sommerhausener Straße, Friedrichshofen-Hollerstauden, Hollerstauden
Sommerhausen, Markt im Landkreis Würzburg, aus der der erste Siedler der Kolonie Friedrichshofen, Friedrich Immel, stammte (siehe auch Immelstraße).
Sonnenbruchweg, Südwest, Unsernherrn
Sonnenbrücke, Südwest, Unsernherrn
Das Grundwort bezieht sich auf eine Brücke mit Zollstation an der Donau, die früher hier verlief. Das Bestimmungswort leitet sich von althochdeutsch „sundar“ („im Süden gelegen“) ab.
Specklestraße, Mitte, Gerolfinger Straße
Daniel Specklin oder Speckle (1536–1589), elsässischer Festungsbaumeister, Ingenieur und Kartograph, der 1575–1576 in Diensten des bayerischen Herzogs Albrecht V. stand.
Speckweg, Südwest, Am Südfriedhof
Das Bestimmungswort „Speck“ (von mittelhochdeutsch „specke“) bezeichnete einen aus Reisigbündeln und Pfählen erbauten Damm.
Sperberstraße, Südwest, Hundszell, Knoglersfreude
Sperber, Greifvogelart aus der Familie der Habichtartigen.
Sperlingstraße, Südwest, Unsernherrn
Sperlinge, eine Singvogelart.
Spessartstraße, Friedrichshofen-Hollerstauden, Friedrichshofen
Spessart, Mittelgebirgslandschaft in Nordwestbayern und Südhessen.
Spielfeldstraße, Südost, Ringsee
Der Flurname geht auf eine volksetymologische Form des Wortes „Spital“ zurück. In diesem Fall ist ein Feld gemeint, das wohl dem Heilig-Geist-Spital in Ingolstadt gehörte.
Spielholzstraße, Süd, Spitalhof
Zum Bestimmungswort dieses alten Flurnamens siehe Spielfeldstraße. Mit „Holz“ ist ein Waldstück gemeint.
Spiesmacherstraße, Südwest, Hundszell
Spitalhofstraße, Südwest, Alt-Haunwöhr
Teilstück der alten Landstraße in den Stadtteil Spitalhof.
Spitalstraße, Mitte, Altstadt Südwest
In der Straße lag seit 1319 das städtische Spital, das 1945 mit Ausnahme der Kirche zerstört und in der Nachkriegszeit durch den Neubau des Technischen Rathauses ersetzt wurde.
Spitalwaldstraße, Süd, Spitalhof
Spitzwegstraße, Südost, Ringsee
Carl Spitzweg (1808–1885), deutscher Maler des Biedermeier.
Sprengstraße, Südwest, Alt-Haunwöhr
Spretistraße, Nordwest, Gabelsbergerstraße
Maximilian von Spreti (1766–1819), Generalmajor und Kommandant der Landesfestung Ingolstadt.
Stabiusstraße, Mitte, Gerolfinger Straße
Johannes Stabius (um 1460–1522), österreichischer Humanist, Naturwissenschaftler und Historiker.
Stamitzstraße, Mitte, Im Freihöfl
Stamitz, Familie von Violinisten, Komponisten und Kapellmeistern, deren Wurzeln in Böhmen lagen.
Starenweg, Etting, Etting Ost
Star, Vogelart aus der Familie der Stare.
Stargarder Straße, Südost, Augustinviertel
Stargard, Stadt in Pommern (heute zu Polen).
Stattlerstraße, Mitte, Gerolfinger Straße
Benedikt Stattler (1728–1797), deutscher Theologe und Professor an der Universität Ingolstadt.
Stauferstraße, Südwest, Neu-Haunwöhr
Staufer, schwäbisches Adelsgeschlecht, das im 12. und 13. Jahrhundert mehrere deutsche Könige Kaiser stellte.
Stauffenbergstraße, Mitte, Brückenkopf
Claus Schenk Graf von Stauffenberg (1907–1944), deutscher Offizier während des Zweiten Weltkriegs und eine der zentralen Figuren des militärischen Widerstands gegen den Nationalsozialismus.
Stauseestraße, Mitte, Probierlweg
Der Name bezieht sich auf den Ingolstädter Donau-Stausee, auf den die Straße zuführt.
Steckenlohweg, Südost, Am Auwaldsee
Stefan-Weiß-Straße, Südwest, Unsernherrn
Stefan Weiß, Bürgermeister der ehemaligen Gemeinde Unsernherrn (1882–1893).
Stegwiesenweg, Oberhaunstadt
Steiglehnerstraße, Südwest, Unsernherrn
Coelestin II. Steiglehner (1738–1819), deutscher Benediktinermönch und Naturwissenschaftler, der an der Universität Ingolstadt studierte. Bis 1802 war Steiglehner Fürstabt der Reichsabtei St. Emmeram in Regensburg.
Steigstraße, Oberhaunstadt
Steinäckerstraße, West, Pettenhofen
Steinheilstraße, Südost, Gewerbegebiet Südost
Nach Carl August von Steinheil (1801–1870), Physiker, Erfinder und Unternehmer.
Steinmarstraße, Mailing, Feldkirchen
Steinmar, Minnesänger des südwest-oberdeutschen Sprachraums in der zweiten Hälfte des 13. Jahrhunderts.
Steinnelkenstraße, Mailing, Mailing Nord
Stein-Nelke, Pflanzenart aus der Familie der Nelkengewächse.
Steinstraße, Südwest, Bahnhofsviertel
Stellastraße, Südost, Kothau
Sternheimstraße, West, Gerolfing Süd
Carl Sternheim (1878–1942), deutscher Dramatiker und Autor von Erzählungen. In seinen Werken griff er besonders die Moralvorstellungen des Bürgertums der Wilhelminischen Zeit an.
Sternstraße, Mitte, Gerolfinger Straße
Georg Stern († 1565), 1545–1556 Baumeister der Ingolstädter Renaissance-Festung.
Steuartstraße, Mitte, Altstadt Südost
Peter Steuart, Pfarrer der Moritzkirche, Professor an der Universität Ingolstadt und Gründer des ersten städtischen Waisenhauses (Haus Nr. 3). Die vor 1880 gebräuchlichen Bezeichnungen Am Letten, Lettengäßchen, Beim Lettenschmied bezogen sich auf die hiesigen Lehmböden.
Steubenstraße, Südwest, Bahnhofsviertel
Friedrich Wilhelm von Steuben, preußischer Offizier und US-amerikanischer General.
Stieglitzweg, Etting, Etting West
Der Stieglitz ist eine Vogelart aus der Familie der Finken.
Stielerstraße, Nordost, Josephsviertel
Karl Stieler (1842–1885), deutscher Jurist und Schriftsteller.
Stifterstraße, Nordost, Am Wasserwerk
Adalbert Stifter (1805–1868), österreichischer Schriftsteller des Biedermeier, Maler, Denkmalpfleger und Pädagoge.
Stockermühlstraße, Mailing
Stockermühle, stillgelegte Mühle am Mailinger Bach.
Stollstraße, Südost, Augustinviertel
Balthasar Stoll (* um 1586), bayerischer Bildhauer und Schöpfer des Chorgestühls der Ingolstädter Franziskanerkirche.
Stömmerstraße, Nordost, Schubert & Salzer-Bezirk
Franziska Stömmer, bayerische Volksschauspielerin und Charakterdarstellerin.
Stormstraße, Nordost, Schubert & Salzer-Bezirk
Theodor Storm (1817–1888), deutscher Schriftsteller und Jurist.
Straußenlettenstraße, Südost, Gewerbegebiet Südost
Straußletten, ein von Strauchwerk („Gesträuß“) bewachsenes Gelände aus lehmhaltiger Erde.
Streiterstraße, Mitte, Gerolfinger Straße
Michael von Streiter (1773–1838), neben Leo von Klenze Baumeister der klassizistischen Festung von Ingolstadt.
Stresemannstraße, Südwest, Am Südfriedhof
Gustav Stresemann (1878–1929), Reichskanzler und Außenminister in der Weimarer Republik sowie Friedensnobelpreisträger.
Sudermannstraße, Nordost
Daniel Sudermann (1550–1631), Theologe und Kirchenlieddichter
Sudetenstraße, Südwest, Neu-Haunwöhr
Sudeten, Gebirgszug in Nordböhmen und Niederschlesien (heute zu Tschechien und Polen).
Südliche Ringstraße
Südstraße, Nordwest, Auto-Union-Bezirk
Sustrisstraße, Friedrichshofen-Hollerstauden, Hollerstauden
Friedrich Sustris (ca. 1540–1599), deutsch-niederländischer Maler und Architekt.

## T
Tannenstraße, Mailing, Mailing Süd
Tanzerstraße, Mailing, Mailing Süd
Taschenturmstraße, Mitte, Altstadt Südwest
Die Bezeichnung rührt von dem um 1400 errichteten Taschenturm der Stadtmauer her, der den südwestlichen Abschluss der Straße bildet. Bis 1887 war der Name Eisenfrohnvestgasse gebräuchlich, der sich auf die Funktion des Turms als Gefängnis bezog.
Tassilostraße, Südost, Kothau
Tassilo III. (um 741-um 796), Herzog von Bayern aus dem Geschlecht der Agilolfinger.
Taubenstraße, Süd, Zuchering Süd
Taunusstraße, Friedrichshofen-Hollerstauden, Friedrichshofen
Taunus, deutsche Mittelgebirgslandschaft in Hessen und Rheinland-Pfalz.
Telemannstraße, Mitte, Im Freihöfl
Georg Philipp Telemann (1681–1767), deutscher Komponist.
Tengstraße, Nordost, Am Wasserwerk
Theoderichstraße, Neu-Haunwöhr
Theoderich der Große (um 454–526), König der Ostgoten aus dem Geschlecht der Amaler.
Theodor-Heuss-Straße, Nordost
Theodor Heuss (1884–1963), deutscher Politiker, Politikwissenschaftler und Journalist, 1949–1959 erster Bundespräsident der Bundesrepublik Deutschland.
Theodostraße, Südost, Kothau
Theresienstraße, Mitte, Altstadt
Die westliche Verlängerung der Ludwigstraße wurde 1810 nach Therese von Sachsen-Hildburghausen benannt. Anlass war ihre Vermählung mit dem Kronprinzen und späteren bayerischen König Ludwig I. Die älteren Bezeichnungen Weinstraße und Weinmarkt erinnern an den bedeutenden Weinhandel, der hier abgewickelt wurde.
Thiermairstraße, Friedrichshofen-Hollerstauden, Friedrichshofen
Thomas Thiermair († 1664), kurfürstlich-bayerischer Leibarzt.
Thomas-Morus-Straße, Friedrichshofen-Hollerstauden, Hollerstauden
Thomas Morus (1478–1535), englischer Staatsmann und humanistischer Autor.
Thomastraße, Nordost, Schlachthofviertel
Ludwig Thoma (1867–1921), deutscher Schriftsteller.
Thymianstraße, Mailing, Mailing Süd
Tiefwiesenweg, Südwest, Hundszell
Tillystraße, Südwest, Antonviertel
Johann T’Serclaes von Tilly (1559–1632), Heerführer der Katholischen Liga und einer der namhaftesten Feldherrn des Dreißigjährigen Kriegs, der 1632 in Ingolstadt starb.
Tilsiter Straße, Südost, Monikaviertel
Tilsit, Stadt im nördlichen Ostpreußen (heute zur Russischen Föderation).
Tobritschstraße, Oberhaunstadt
Kaspar Tobritsch († 1511), Eichstätter Weihbischof, der 1444 in Ingolstadt geboren wurde.
Tonsorstraße, Nordwest, Nordbahnhof
Michael Tonsor (um 1540-um 1605), Ingolstädter Organist und Komponist.
Tränktorstraße, Mitte, Altstadt, Südost
Namensgebend war das mittelalterliche Tränktor, an dem sich eine Viehtränke befand. Es wurde nach schwerer Kriegszerstörung 1949 abgerissen.
Treylingstraße, Friedrichshofen-Hollerstauden, Friedrichshofen
Johann Jakob Treyling (1680–1758), Professor der Medizin an der Universität Ingolstadt.
Tulpenstraße, Südost, Ringsee
Türkenbundstraße, Mailing, Feldkirchen
Türkenbund, Pflanzenart aus der Gattung der Lilien.
Turnerstraße, Südost, Ringsee
Namensgebend war der Sportverein „Freie Turnerschaft Ingolstadt Ringsee 1920 e. V“., dessen Halle sich an der Ecke Turnerstraße und Martin-Hemm-Straße befindet.
Tutschekstraße, Südwest, Alt-Haunwöhr
Ludwig Ritter von Tutschek (1864–1937), deutscher Generalmajor im Ersten Weltkrieg und Inhaber des Militär-Max-Joseph-Ordens.

## U
Udetstraße, Südwest, Alt-Haunwöhr
Ernst Udet (1896–1941), deutscher Jagdflieger im Ersten Weltkrieg.
Uhlandstraße, Nordost, Josephsviertel
Ludwig Uhland (1787–1862), deutscher Dichter, Literaturwissenschaftler, Jurist und Politiker.
Ullmannstraße, West, Gerolfing Nord
Ulmenweg, Friedrichshofen-Hollerstauden, Friedrichshofen
Ungernederstraße, Nordwest, Piusviertel
Veit Ungerneder, bayerischer Hof- und Feldtrompeter aus Ingolstadt.
Ungerstraße, Süd, Unterbrunnenreuth
Unsernherrner Straße, Südost, Rothenturm
Unsernherrn, Stadtteil von Ingolstadt.
Unteranger, Südwest, Unsernherrn
Unterer Graben, Mitte, Altstadt Nordost
Siehe Oberer Graben.
Unterer Grasweg, Nordwest/Nordost
Unterer Taubentalweg, Nordost
Siehe Oberer Taubentalweg.
Unterfeldstraße, Südwest, Am Südfriedhof
Unterhaunstädter Weg, Nordost, Am Wasserwerk
Unterhaunstadt, Stadtteil von Ingolstadt.
Unterlettenweg, Südwest, Unsernherrn
Unterm Berg, West, Dünzlau
Historischer Flurname, der sich auf eine Anhöhe am westlichen Ortsrand von Dünzlau bezieht.
Unterringstraße, Südwest, Neu-Haunwöhr
Urnenfelderstraße, Süd, Zuchering Süd
Urnenfelderkultur, wichtigste Kultur der Späten Bronzezeit in Europa.
Ursula-Winter-Straße, Südwest, Hundszell
Utzschneiderstraße, Südost, Rothenturm
Joseph von Utzschneider (1763–1840), deutscher Techniker und Unternehmer, der in Ingolstadt studierte.

## V
Veilchenstraße, Südost, Ringsee
Vesalstraße, Mitte, Probierlweg
Andreas Vesalius, auch Vesal (1514–1564), flämischer Anatom der Renaissance, Begründer der neuzeitlichen Anatomie.
Viehmarktplatz, Nordost, Konradviertel
Viktualienmarkt, Mitte, Altstadt Südost
Virchowstraße, Süd, Unterbrunnenreuth
Rudolf Virchow (1821–1902), deutscher Arzt und Politiker, Begründer der modernen Pathologie.
Vogelfeldstraße, Südwest, Hundszell
Vogelweidestraße, Süd, Zuchering Süd
Vogtstraße, Nordost, Am Wasserwerk
Volksfestplatz, Mitte, Altstadt Nordost
Vollmarstraße, Südwest, Neu-Haunwöhr
Von-Hünefeld-Straße, Südwest, Alt-Haunwöhr
Ehrenfried Günther Freiherr von Hünefeld (1892–1929), deutscher Flugpionier und Initiator des ersten Ost-West-Fluges über den Nordatlantik.
Von-der-Pfordten-Straße, Südwest, Neu-Haunwöhr
Von-der-Tann-Straße, Mitte, Altstadt Nordwest
Ludwig von der Tann-Rathsamhausen (1815–1881), bayerischer General der Infanterie.
Vorwaltnerstraße, Friedrichshofen-Hollerstauden, Friedrichshofen
Johann Menrad von Vorwaltner (1653–1724), kurfürstlich-bayerischer Leibarzt und Professor der Medizin an der Universität Ingolstadt.
Vorwerkstraße, Südwest

## W
Wacholderweg, West, Gerolfing Süd
Wachtelweg, Südwest, Unsernherrn
Wachtel, Vogelart aus der Familie der Fasanenartigen.
Wackerstraße, Südwest, Alt-Haunwöhr
Wagnerstraße, West, Gerolfing Nord
Wagner, Handwerksberuf
Wagnerwirtsgasse, Mitte, Altstadt Südwest
Der Name, abgeleitet von der Wagnerwirtschaft im Anwesen Nr. 18, erinnert an die Stellmachereien, die früher hier ansässig waren.
Waldeysenstraße, Nordwest, Piusviertel
Leonhard Waldeysen († 1546), Organist des Liebfrauenmünsters.
Waldstraße, Süd, Zuchering Nord
Führt zum Zucheringer Wald.
Wallensteinstraße, Südwest, Bahnhofsviertel
Albrecht Wenzel Eusebius von Waldstein, genannt Wallenstein (1583–1634), kaiserlicher Generalissimus im Dreißigjährigen Krieg.
Wallerer Straße, Südwest, Hundszell
Nach der Stadt Wallern (Volary). Erinnert ebenso wie die Prachatitzer Straße an die Heimatvertriebenen aus dem Kreis Prachatitz, die nach 1945 im Raum Ingolstadt Aufnahme fanden.
Wallmeisterstraße, Süd, Zuchering Süd
Nach dem Berufsstand der Wallmeister.
Wankelstraße, Südost, Gewerbegebiet Südost
Felix Wankel (1902–1988), deutscher Maschinenbauingenieur und Erfinder des Wankelmotors.
Wassermannstraße, West, Gerolfing Süd
Jakob Wassermann (1873–1934), deutscher Schriftsteller.
Watzlikstraße, Nordost, Schlachthofviertel
Hans Watzlik (1879–1948), sudetendeutscher Schriftsteller.
Webergasse, Oberhaunstadt, Unterhaunstadt
Weckenweg, Oberhaunstadt
Der Name weist auf die ehemals schmalen, wie eine „Wecke“ geformten Feldstücke in diesem Gebiet hin.
Wegastraße, Mailing, Mailing Süd
Wega, Hauptstern des Sternbildes Leier.
Wegenerstraße, Etting, Etting West
Alfred Wegener (1880–1930), deutscher Meteorologe, Polar- und Geowissenschaftler. Begründer der Theorie der Kontinentalverschiebung.
Weicheringer Straße, Süd
Alte Landstraße nach Weichering im Landkreis Neuburg-Schrobenhausen.
Weidenhillerstraße, Etting, Etting West
Weigelstraße, Oberhaunstadt, Unterhaunstadt
Weiherstraße, Süd, Hagau
Weiherweg, Mitte, Probierlweg
Weinbergfeldweg, West, Irgertsheim
Weinbergstraße, Oberhaunstadt
Weinleitenweg, West, Irgertsheim
Weisbergerstraße, Südost, Kothau
Weishauptstraße, Mitte, Gerolfinger Straße
Adam Weishaupt (1748–1830), Jurist und Philosoph, Professor in Ingolstadt, Mitbegründer des Illuminatenordens
Weismannstraße, Mitte, Probierlweg
Weißenhornstraße, Nordost, Konradviertel
Welfenstraße, Südwest, Neu-Haunwöhr
Welfen, seit dem 9. Jahrhundert bekanntes fränkisches Adelsgeschlecht.
Welserstraße, Südwest, Neu-Haunwöhr
Nach der Augsburger Patrizierfamilie der Welser.
Weningstraße, Südost, Augustinviertel
Michael Wening (1645–1718), kurfürstlich-bayerischer Hofkupferstecher.
Werdenfelser Straße, Friedrichshofen-Hollerstauden, Friedrichshofen
Werdenfelser Land, oberbayerische Landschaft im Landkreis Garmisch-Partenkirchen.
Werkstraße, Süd, Seehof
Werkzeugbaustraße, Nordwest, Auto-Union-Bezirk
Wertingerstraße, Südost, Augustinviertel
Hans Wertinger (um 1470–1533), deutscher Maler der Renaissance, der an der Ausstattung des Ingolstädter Liebfrauenmünsters beteiligt war.
Westliche Ringstraße
Weststraße, Nordwest, Auto-Union-Bezirk
Westtunnel, Nordwest, Auto-Union-Bezirk
Wettstettener Straße, Oberhaunstadt
Teilstück der Landstraße nach Wettstetten im Landkreis Eichstätt.
Wickenstraße, West, Gerolfing Süd
Wicken (Vicia), Gartenblumen aus der Familie der Schmetterlingsblütler.
Wickstraße, Südwest, Alt-Haunwöhr
Helmut Wick (1915–1940), Pilot der Luftwaffe.
Widlstraße, Südwest, Hundszell
Rufinus Widl (1731–1798), bayerischer Benediktinermönch und Librettist der Oper Apollo et Hyacinthus von Wolfgang Amadeus Mozart.
Wiechertstraße, Nordost
Ernst Wiechert (1887–1950), deutscher Schriftsteller.
Wielandstraße, Nordost, Schlachthofviertel
Wiesenweg, Oberhaunstadt, Unterhaunstadt
Wilhelm-Busch-Straße, West, Gerolfing Nord
Wilhelm Busch (1832–1908), einer der bedeutendsten humoristischen Dichter Deutschlands, Erfinder der Kunstfiguren Max und Moritz.
Wilhelm-Raabe-Straße, West, Gerolfing Nord
Wilhelm Raabe (1831–1910), deutscher Erzähler und Vertreter des poetischen Realismus.
Willibald-Schwab-Straße, Nordost, Am Wasserwerk
Willibaldstraße, Oberhaunstadt
Heiliger Willibald (um 700–781 oder 787), angelsächsischer Missionar und erster Bischof des Bistums Eichstätt, zu dem auch Ingolstadt gehört.
Willstätterstraße, Oberhaunstadt, Müllerbadsiedlung
Richard Willstätter (1872–1942), deutscher Chemiker.
Windbergerstraße, Nordwest, Antonviertel/Nordost, Augustinviertel
Windberger, Ingolstädter Malerfamilie des 16. und 17. Jahrhunderts.
Windener Straße, Süd, Zuchering Süd/Winden
Verbindungsstraße zwischen den Stadtteilen Zuchering und Winden.
Windkanalstraße, Nordost, Auto-Union-Bezirk
Windthorststraße, Südwest, Neu-Haunwöhr
Nach Ludwig Windthorst (1812–1891), deutscher Politiker, Mitbegründer der Deutschen Zentrumspartei
Winkelweg, Oberhaunstadt, Unterhaunstadt
Winklermühlweg, Mitte, Gerolfinger Straße
Winkstraße, Südost, Kothau
Christian Wink (1738–1797), deutscher Maler und Freskant des Spätrokoko.
Wirffelstraße, Nordost, Konradviertel
Jörg Wirffel, Ingolstädter Buchbinder des 15. Jahrhunderts.
Wittelsbacherstraße, Südwest, Neu-Haunwöhr
Wittelsbach, deutsches Adelsgeschlecht, das über Jahrhunderte hinweg die bayerischen und pfälzischen Herrscher stellte.
Wittmannstraße, Etting, Etting West
Wöhlerstraße, Nordwest, Auto-Union-Bezirk
Friedrich Wöhler (1800–1882), deutscher Chemiker
Wöhrfeldweg, Süd, Hagau
Wöhrstraße, Südwest, Hundszell
Wolfgang-Braun-Straße, Südwest, Unsernherrn
Wolfgang Braun († 1535), Benefiziat von Unsernherrn und Patronatsherr der Pfarrei Zuchering.
Wolfgang-Höfer-Straße, Friedrichshofen-Hollerstauden, Friedrichshofen
Wolfgang Höfer (1614–1680), Leibarzt am Wiener Hof
Wolfgangstraße, Oberhaunstadt, Unterhaunstadt
Wolfsgartenstraße, West, Gerolfing Süd
Wolkertshofener Weg, West, Irgertsheim
Teilstück der Verbindungsstraße zwischen dem Ingolstädter Stadtteil Irgertsheim und Wolkertshofen.
Wrangelstraße, Südwest, Am Südfriedhof
Friedrich von Wrangel (1784–1877), preußischer Offizier, seit 1856 Generalfeldmarschall.
Wredestraße, Nordost, Josephsviertel
Carl Philipp von Wrede (1767–1838), bayerischer Generalfeldmarschall und Diplomat.

## Y
Yorckstraße, Südwest, Bahnhofsviertel
Ludwig Yorck von Wartenburg (1759–1830), preußischer Generalfeldmarschall.

## Z
Zacherlgasse, Oberhaunstadt
Nach Franz Xaver Zacherl (1772–1849), Münchner Brauereiunternehmer.
Zainerstraße, Südwest, Antonviertel
Nach Günther Zainer und Johann Zainer, Buchdrucker im 15./16. Jahrhundert
Zanderweg, Südost, Rothenturm
Zaunkönigstraße, Südwest, Unsernherrn
Zaunkönig, Vogelart aus der Familie der Zaunkönige.
Zecklstraße, Südost, Kothau
Johannes Zeckl (um 1650–1728), mährischer Goldschmied, der 1708 die berühmte „Lepanto-Monstranz“ für die Ingolstädter Asamkirche schuf.
Zehentstraße, Etting, Etting Ost
Die Straße hat ihren Namen von dem ehemaligen, 1735 erbauten „Zehentstadel“ (Haus Nr. 27), in dem der meist in Naturalien entrichtete Zehnt gelagert wurde.
Zeisigweg, Etting, Etting West
Zeisige, Gattung in der Familie der Finken.
Zellauweg, Etting, Etting Ost
Zeppelinstraße, Südwest, Alt-Haunwöhr
Ferdinand von Zeppelin (1838–1917), deutscher General und Luftschiffkonstrukteur, Erfinder des Zeppelins.
Ziegelbräustraße, Mitte, Altstadt Nordost
Namensgebend war die nicht mehr existierende Brauerei „Ziegelbräu“.
Ziegeleistraße, Nordost, Am Wasserwerk
Im Anwesen Nr. 35, dem so genannten „Donnersberger Hof“, war mindestens seit 1580 die städtische Ziegelei untergebracht.
Zieglerweg, Mailing, Feldkirchen
Zillenweg, Südwest, Unsernherrn
Der Name erinnert an die Zillen, die für den Warentransport auf der Sandrach eingesetzt wurden.
Zimmermannstraße, Südost, Kothau
Johann Baptist Zimmermann (1680–1758), deutscher Maler und Stuckateur des Barock und Rokoko.
Zimmererstraße, West, Gerolfing Nord
Zimmerer, Handwerksberuf
Zinnienstraße, Mailing, Mailing Nord
Zinnie, Pflanzenart aus der Familie der Korbblütler.
Zipfelgasse, Mitte, Altstadt Nordost
Zuccallistraße, Friedrichshofen-Hollerstauden, Hollerstauden
Enrico Zuccalli (um 1642–1724), Schweizer Baumeister des Hochbarock.
Zucheringer Straße, Süd, Oberbrunnenreuth
Verbindungsstraße in den Stadtteil Zuchering.
Zum Feuerwehrhaus-Nord, Nordwest, Auto-Union-Bezirk
Zum Feuerwehrhaus-Süd, Nordwest, Auto-Union-Bezirk
Zum Fleckviehhof, West, Dünzlau
Zum Steig, West, Gerolfing Nord
Zur Ach, Süd, Hagau
Zur Fischerschütt, West, Irgertsheim
Zur Fischershütte, West, Irgertsheim
Zur Lohe, Süd, Unterbrunnenreuth
Zwickerstraße, Mailing, Mailing Süd
Zwischenäcker, Friedrichshofen-Hollerstauden, Friedrichshofen